# Terminologia popular en l'àmbit de la salut
Els mots populars de significació mèdica tenen una gran valor lexicogràfic, però tenen també un positiu interès per als metges perquè sovint expressen amb sorprenent precisió els fenòmens patològics més diversos.

## Anatomia

### Cap i coll
- Tupí, magí, olla, bola: en sentit figurat cap d'una persona.
- Anyives: genives en algunes comarques pirinenques.
- Barra, barres, barram, barrament, barramenta, queix: mandíbula.
- Campaneta, gargamelló, gallet, neulella: úvula.
- Canyó, gargamella, gorja: la gola
- Cel de la boca: paladar.
- Closca: conjunt d'ossos que formen tota la volta del crani.
- Entrecella: espai entre les dues celles (cast. entrecejo).
- Ganyot: faringe-laringe, "el va agafar pel ganyot".
- Morros: amb el significat una mica despectiu de llavis grossos, inflats o pintats de manera exagerada.
- Nineta: pupil·la.
- Nou del coll: protuberància a la part anterior del coll formada pel cartílag tiroide de la laringe.
- Pell de l'ull, pipella: parpella.
- Polsos: la templa, part de la cara entre l'ull i l'orella (cast. sien).
- Tel de la llengua: fre lingual.
- Vedat: glotis.

#### Nas
- Aletes del nas: cada un dels cartílags que serveixen de parets externes als forats del nas.
- Badiu: nariu (forat del nas).
- Envà del nas: el septe nasal (paret que separa les dues cavitats nasals), (cast. tabique).

#### Dents
- dentada, dentam, dentament, dentat, dentatge: dentadura (dentada: acte de dentar o posar dents)
- Dents de llet: les del primer dentadura.
- Pales: incisives grosses del davant.
- Queixal del seny: tercera dent molar que surt més tard que les altres.
- Ferramenta: dentam d'una persona o animal.

#### Orelles
- Cau o forat: el conducte auditiu extern
- Platgeta o medalleta: (lòbul) "ja porta més de tres forats d'arracada a la platgeta de l'orella".
- Soca o arrel: part que està agafada a la cara.

### Tronc
- Arbrer: esòfag especialment d'animal però també referit a les persones.
- Boca del cor, boca del ventrell, boca de l'estómac: en referència a la zona epigàstrica, "sento un doloret a la boca de l'estómac".
- Bufeta del fel: o vesícula biliar.
- Canya (del pulmó): tràquea.
- Espinada, espina, rastell de l'esquena, carriscle: columna vertebral.
- Guier (Pallars, Rosselló) i gavatx (Mallorca) són sinònims de pap.
- Neulella: apèndix xifoide (extrem inferior de l'estèrnum).
- Os pedrer: fa referència a l'os sacre; es fa servir en l'exclamació "me càsum l'os pedrer" per a manifestar contrarietat o desacord.
- Pap: bossa o dilatació de l'esòfag dels ocells (cast. buche); en significat figurat, ventrell o estómac d'una persona.
- Ring-ring: melic o llombrígol en llenguatge infantil.
- Ronyonada, corrons, reble: regió lumbar, "de tant aixecar mobles em fa mal la ronyonada".

#### Part inferior
- Baix ventre: part baixa de l'abdomen.
- Engonal: part del cos en què s'ajunta cada cuixa amb el ventre (cast. ingle).
- Entrecuix: part del cos a on s'uneixen les dues cuixes.
- Os de la cua, os bertran: el còccix ; Recte o anus.
- Ses: extrem inferior del recte, anus;
- Ull negre, ull del cul, ull de l'anca, ull de les quaranta arrugues: eufemismes de l'anus.

#### Genitals masculins
Els atributs, les parts, les vergonyes, els bemols (fan referència als genitals i també als pits de la dona).
Altres per reforçar el significat: la caixa de les eines, el paquet, els contrapesos, allò que no sona.
- Tenir l'ocell vestit: aparició de pèl al pubis en un noi a la pubertat.

##### Penis
és reconegut a través d'una colla de símbols; abasten des d'ocells o animalons, verdures, armes, instruments musicals, objectes llargaruts:
- Aliments o llegums: fava, espàrrec, nap, api, pastanaga..
- Ocells i animalons: piula, pardal, ocellet, tita, canari, sardina, ninola (sardina petita), cigala, titot….
- Objectes llargaruts: estaca, mànec, bengala, gaiato, tràmec, carall, l'espasa (anar ben armat), el flabiol, el ciri, el carall….
- Eufemismes de carall: carai, caratxos, caram….
- Altres: titola, pixa, el germanet petit…..
- Penis gros: tranca, tralla, semaler (el semal era un pal llarg que servia per a transportar els semals o portadores de raïm).
- En llenguatge infantil: pirula, piua, minina, cueta…..
- Tafarra: en origen, membre de l'ase, present en expressions com ara tocar la tafarra (emprenyar algú), calfar-se la tafarra (excitar-se)... Pressumiblement, penis llarg o gros, lligat amb significats de vanitat o presumpció.[3]
- Quirra: vulgarisme per a fer referència al penis.[4]

##### Testiclesiescrot
- Collons és la paraula estrella.
- Ous.
- Pebrots.
- Pilotes.
- D'altres serien: els daixonsis i els dallonsis, la carn d'olla. Els mots usats per suavitzar l'efecte: cordons, conxos, codonys, cordills…..
- Gandumbes (testicles grossos i, per extensió, persona mandrosa).

#### Genitals femenins
En conjunt es podem dir:
- Els baixos: ”als quaranta anys em van operar dels baixos”.
- Cony, és el mot estrella; conxo: un eufemisme de cony.
- Del mon vegetal: patata, figa, albergínia, bajoca, carxofa, castanya, magrana, parrús (o parrufa), albercoc… “tantes figues que es fan malbé i tants pardals que passen gana”, és el lament dels homes fadrins en veure un munt de dones sense parella.
- Del món animal: bacallà, musclo, conillet, cotorrona…
- Altres: xona (la més coneguda), trau, clivella, tavella, la vergonyosa o les vergonyes, clenxa, xot, l'escletxa, el piló, el forat de baix, el forat de l'alegria, el forat secret, la clica, la maquineta de fer punta al llapis.
- Castellanismes: txotxo, txomino, almeja.

Clítoris: la campaneta, el caparró, el garrofí, el borró o borronet...
Vagina: El cau, la cova, la casa santa, la capella, la gàbia: en referència a la vagina com a refugi acollidor.

#### Mames o mamelles
En diuen pits, però també metes, popes, tetes, cantimplores, bufes, pitongues (vulgarisme)...
- Pitrera: part anterior del pit i conjunt dels pits o mamelles.
- Mametes pits d'una nena petita.
- Tenir un bon pitram, un bon replà, uns bons atuells, estar ben dotada, tenir unes mamelles generoses, gatzumbes (pits grossos),[5] mamellots, tenir-les (les mamelles) com a sàr(r)ies[6]...
- D'algú que té les mamelles grosses, hom en diu mamellut o mamelluda; d'algú que els té inflats, apitoflat o apitoflada.[7] També, existeix l'expressió fer mostra, que també pot fer referència al volum general de la persona; i fer pits.
- Espitregat, qui porta la camisa oberta ensenyant el pit, ”sempre va espitregat i al final es constipa”.
- Macarró o pitó: mugró.
- Regatera, solc o la canal entre els dos pits.

### Extremitat superior
- Os de la musica (sic): os de la punta del colze molt sensible als cops secs.
- Pala: part ampla i prima de diferents parts del cos; pala del braç: avantbraç; pala o paleta: omòplat (cast. paletilla); pala o post del pit: estern; pales: els dues incisives grosses del davant.
- Tou o palpís/polpís del dit: polpa o part tova del cap del dit (cast. yema, pulpejo).

### Extremitat inferior
Part superior
- Anques, galtes del cul: natges (cast. nalgas), "m’ha sortit un gra a la galta del cul".
- Pompis, tafaneri, pandero: el cul.
- Regatera: solc entre les dues anques o entre els pits d'una dona.
- Trasero, el detràs (castellanismes), "qui té un bon nas, té un bon detràs".
- Anca, natja: part posterolateral de l'arrel de l'extremitat inferior.
- Ballador, jugador: articulació mòbil dels ossos; referida sobretot al ballador de l'anca (articulació coxofemoral).

Resta
- Canya o séc de la cama: part davantera de la cama (cast. espinilla)
- Cassoleta: la ròtula.
- Clavilla (clavia): turmell.
- Os de la cuixa: fèmur.
- Sofraja: part posterior de la cama oposada al genoll (cast. corva).
- Ventre, tou de la cama: el panxell o part de darrere de la cama (cast. pantorrilla).

### Histologia/Miscel·lània
- Carcanada, ossada, ossamenta: aplec d'ossos del cos humà.
- Frontisses, xarneres: en significat figurat, el moviment de les articulacions, "tinc les frontisses ben rovellades".
- Junt: línia d'unió entre dues coses; sinònim d'articulació; "em fa mal el junt de la cama".
- Molsut: polpós, que té molta carn. "Uns llavis molsuts", (cast. rollizo).
- Pèl moixí: borrissol, pèl suau i curt com el primer que surt a la barba.
- Sacsó: replec cutani que es forma en persones grasses.
- Tendrum: cartílag (exemples: carnots, menisc, pavelló de les orelles, aletes del nas..)

## Fisiologia

### Memòria
- Ara que hi penso, ara que ho dius: expressions que fem servir quan recordem de sobte un fet, "ara que ho dius demà tinc hora per fer-me les anàlisis".
- Caure-hi: en el sentit de recordar, "ara no caic qui pot ser".
- Com una escopetada: recordar una cosa sobtadament.
- D'ençà que es té memòria: des de petit.
- Encendre's la llumeta: recordar de cop una cosa mig oblidada.
- Enrecordar: forma dialectal de recordar.
- Fer memòria, refrescar la memòria: intentar recordar algú o alguna cosa, "demà tinc hora a l'especialista, fes-me'n memòria.
- Fer pensar: fer venir una cosa a la memòria, "em fas pensar amb el teu germà" (per la fesomia, la manera de parlar…).
- Fugir, anar-se'n del cap: oblidar-se d'alguna cosa.
- Ja ho diré demà, ja ho diré cantant: no recordar allò que precisament s'anava a dir, (cast. irse el santo al cielo).
- "Menja panses i hi pensaràs": la persuasió que menjar cues de pansa va bé per no perdre la memòria és una de les creences populars més arrelades i simpàtiques.
- Quedar ben pansit: ensopit, mancat de delit.
- Quedar en blanc, in albis, perdre el fil: incapaç de recordar alguna cosa.
- "Qui no té cap ha de tenir cames": qui s'oblida d'una cosa després i per força ha de fer moltes anades i vingudes.
- Recordar com si fos ara: recordar vivament un fet, una situació.
- Saber de cor: saber-ho de memòria.
- Ser viu en la memòria: recordar vivament un fet o persona.
- Tenir (alguna cosa) a la punta de la llengua: a punt de recordar-la.
- Tenir memòria de mosquit: tenir-ne molt poca .
- Tenir memòria d'elefant: tenir-ne molta.
- Venir, tenir l'acudit: "va tenir l'acudit de saltar de cap des de les roques i s'ha fet mal a l'esquena".

### Digestiva
Dents
- Posar les dents, dentar: es diu de sortir les dents a una criatura.
- Cruixir, petar de dents: batre unes contra les altres a causa del fred, febre, por...
- Xerricar, carrisquejar, escarritxar les dents: fregar les dents de baix contra les de dalt.

Saliva
- Bromera, barrumera, escuma: bombolles que es formen a la boca amb la saliva, "després de l'atac, li va començar a sortir bromera per la boca".
- Bava, bavalles: saliva abundant que cau o penja de la boca especialment en infants i en certs malalts.
- No poder ensalivar (enxulivar): tenir dificultats per empassar o engolir.
- Escopinada, escopinyada: saliva que s'escup d'un sol cop per la boca.
  - Gargall, gargaix: saliva espessa barrejada amb mucositat de la gola o dels bronquis.
  - Sèpia, barderada: escopinada grossa amb gran secreció de moc.
  - Tirar capellans: es diu de la persona que quan parla llança esquitxos de saliva.

Deglució
- Encanyonar: empassar, fer la deglució.
- Engorjar, engargullar: entaforar, fer empassar a la força (un aliment, un medicament).
- Enviar, engolir, anar coll avall, fer un cop de coll: sinònims d'empassar.
- Papar i empapussar: engolir un aliment sense mastegar.

Boca i gola
- Glopejar: remoure un glop de líquid a la boca amb efectes higiènics o medicinals (cast.enjuagar).
- Fer gàrgares, gargarismes: mantenir un líquid a la boca i moure'l en diferents direccions.

Gana i ingesta alimentària
- Anar magre d'escaldum: menjar malament, poc alimentat (l'escaldum era un guisat a base de gallina i patates).
- Cori-mori (mal de cor): debilitat per falta de menjar.
- Decandir, decandiment: perdre forces o vigor; per extensió defalliment per manca de menjar, "s'ha anat decandint i ja no té més que pell i os".
- Desmenjat: que no té ganes de menjar (cast. desganado).
- Estar-se: abstenir-se, privar-se, "el metge m'ha ordenat que m'estigui de menjar porc".
- Halar: menjar (origen caló).
- Llepafils: escrupolós, primmirat amb el menjar; llamenc, llefec: varietats dialectals de llepafils.
- Mal de cor: defalliment, sensació de buidor a l'estómac a causa de tenir gana.
- Menjar com un titit, com un pinsà: menjar molt poc.
- Menjar com una llima, com un lladre, com un llop, es menjaria un bou amb banyes: es diu de persones que mengen molt, amb avidesa.
- Menjotejar: menjar poc o fer-ho molt a poc a poc.
- Nyam-nyam: menjar en llenguatge infantil.
- Omplir el pap: menjar.
- Privar, quitar: en llenguatge més arcaic, "el metge li va privar de prendre sucre", "li han quitat l'alcohol".
- Quedar ben acomplert: ben tip, satisfet.
- Rau-rau: malestar a l'estómac per debilitat o gana.
- Roncar els budells: els sorolls que fan els budells quan es té gana.
- Ser de vida: que li agrada menjar de tot i abundant, "el tiet sempre ha sigut de vida, quan ve a dinar mai en té prou".
- Tenir candiroles: necessitat de menjar, debilitat produïda per un dejuni excessiu.
- Tenir sempre un budell buit: estar sempre disposat a menjar.
- Tenir una bona calaixera, uns bons baixants, un bon davallant: menjar molt, ser de vida.
- Tifi-tafi: sensació de repugnància (també del menjar).
- Tip com un rènec: que ha menjat en excés.
- Treure una arruga del ventre: haver menjat de manera satisfactòria.

Digestió
- Pair: digerir assimilar els aliments.
- Petarrufa: sorollet dels llavis en besar; també soroll o petament quan apliquem la boca a la pell.
- Amb l'estómac buit: en dejú.
- En dejunes, en dejú: sense haver menjat res; derivat del llatí jejunus i relacionat amb el jejú, "aquestes pastilles les heu de prendre en dejunes".
- Rot: eructe.
- Tenir coixí a l'estómac: prendre els medicaments havent menjat alguna cosa o després d'un àpat principal, "procureu prendre aquest antiinflamatori amb una mica de coixí a l'estómac".
- Tornar o retornar: el regust de menjar a la boca, "la ceba sempre em retorna a la boca", (cast. repetir).
- Venir o no de gust un aliment: "m’han vingut molt de gust aquestes gambes a la planxa", (cast. apetecer).

Defecació
- Anar com un rellotge: anar regularment de ventre.
- Anar o fer de ventre, buidar el ventre, fer de cos, fer les necessitats, fer els menesters: defecació.
- Anar a tirar una carta: defecar en un seny més burlesc.
- Esprémer, prémer, espremors: fer esforços per a anar de ventre
- Tenir gana de buidar, tenir una necessitat: tenir ganes imperioses d'evacuar (cast. tener un apretón).

Deposicions
- Buidar el sac: fer de cos, també esbravar-se dient coses que es retenien.
- Cagallons: excrements en forma de boles semblants als de les cabres i ovelles.
- Llepet: taqueta a la roba per fuites involuntàries de femta.
- Pet amb cua: que va acompanyat de sortida d'excrement.
- Tifa, tova: cagarada, excrements.
- Tifarada: gran massa d'excrements.

### Urinària
- Pixar.
- Canviar l'aigua [o el suc] de les olives, mudar l'aigua al canari: orinar.
- Espolsar-se-la: sacsejar el membre després d'haver orinat per fer caure les darreres gotes.

### Sentits
- Sentir: percebre a través de l'orella, "amb prou feines vaig sentir el que em deia". Sentir-hi: posseir el sentit de l'oïda, "en Joan no hi sent, és sord" (és incorrecte dir "no sento" o "no escolto" que són calcs del castellà).
- Sentir: també amb el significat de notar una sensació a través dels sentits o sentiments (sentir una olor, sentir dolor, fred, alegria, sentir-se malalt) "m'han arrencat un queixal i ni me n'he sentit"

### Visió
- A les palpentes (derivat de palpar), a les enfosques: sense veure-hi però ajudant-se amb les mans (cast. a ciegas).
- Encegar, encegament: privat momentàniament de la visió.
- Enlluernar, quedar enlluernat: ofuscar la vista per un excés de llum.
- Mirar sense parpellejar: fixant la mirada.
- Tenir la vista fina: bona vista, que percep els objectes a gran distancia.

### Sexual

#### Pubertat
- Sentir olor de sabatot: a la pubertat, és començar a sentir els impulsos sexuals.

#### Masturbació
- Pelar-se-la, fer-se una palla, cascar-se-la, fer-se la mà, fer-se una manola, fer punta al llapis, fer volar l'estel, fer-s'ho sol, comptar bigues: eufemismes.
- La persona, generalment jove, que sovint practica la masturbació o que hi és addicte és un comptabigues.

#### Semen
- Lleterada, lletada: raig de semen, ejaculació.
- Mató de butxaca: semen (Pallars).

#### Erecció
- Tenir trempera, trempar: tenir una erecció, "la trempera matinera no és trempera verdadera, és trempera de pixera".

#### Relacions sexuals
Les més clàssiques del coit:
- Copular, fer l'acte, fer l'amor, fer el fet, fer l'amor, dormir junts, fornicar, Trincar, catxar, xinar o xingar, pitjar, boixar: diferents maneres d'expressar l'acte sexual.
- Fotre un clau, una bitlla, una repassada, un flisto, un pinyol, una clusca, fotre l'ocell a la gàbia, ficar la cuca al cau, pegar un pinyol (val.), fer punta al llapis, tocar diana.
- Cardar, copular, fer l'acte sexual, tenir relacions sexuals; es fa servir com a sinònim de fotre.
- Nyaca-nyaca: onomatopeia de l'acte sexual.
- Complir: tenir relacions amb la parella habitual.
- Consumar el matrimoni: efectuar els cònjuges la primera unió carnal.
- Fer un obligat de cornetí: copular al matí abans de llevar-se.
- Tirar-se (algú), campanejar-se (algú): té un sentit més aviat despectiu, ”només pensava en tirar-se-la”

Altres expressions: 
- Sucar l'all i la torrada, espolsar el presseguer, arreglar una dona, treure les teranyines, regar l'hortet, regar la flor.
- Endinyar-la fins al mànec, posar-la al bany maria, sucar el melindro, fer un sucamulla, calar la brotxa, arrambar o colgar l'api...
- Jugar a papes i a mames, a metges i infermeres: eufemismes per designar divertiments amorosos.
- Escórrer-se: tenir un orgasme.
- Fer marxa enrere, baixar del tren en marxa, escopir per la finestra, acabar al carrer, cantar a la finestra, deixar-la a la fresca, posar el fre, recular: coit interromput.
- Empalmar, embotonar, encular, entrar per la banda de ponent, entrar per la rebotiga: De practicar coit anal.
- Fer una truita: d'una relació entre dues dones.
- Brollar: tenir un orgasme una persona amb vulva. Brollada: ejaculació femenina.[8]
- Sexe en grup: orgia, muntonet (col·loquialment).[9]
- Jocs eròtics: llençolada, bescuit xop, timó holandès.

Sexe oral:
- Amorrar-se al piló, beure a galet, beure a genollons, menjar-se el cony, fer mamades, llepades i derivats (llepa-xones, llepafigues). L'estimulació bucal dels genitals.
- Fer el seixanta-nou: fel·lació i cunnilinció.

### Reproducció

#### Menstruació
- Mala setmana, a part de la clàssica regla o período rep un munt d'apel·latius com..el mes, la cosa, tenir allò, els dies dolents, la tia, la tia maria, haver-hi forasters, haver-hi pintors….
- Fer el canvi, fer-se dona: tenir la primera regla una noia.
- Fer venir la flor: baixar la menstruació.

#### Fertilitat
- Relliscada: eufemisme de quedar prenyada una dona soltera.
- Fotre un paquet: embarassar una dona.
- Dona certera: que queda en estat a la primera.
- Passar-se, covar-se l'arròs: quan es sobrepassa l'edat per tenir fills.

#### Embaràs
Durant aquest temps en fa un seguiment la llevadora, una forma dialectal és llevanera.
- Perdement, gastament: són sinònims d'avortament (a Mallorca, esvort), ”la filla gran ja ha tingut dos perdements”.
- Mareig, senyal de bateig: el mareig com a símptoma d'embaràs.
- Estar prenys o prenyada, en estat o en estat de bona esperança: estar embarassada.
- Cenyida: es diu quan l'embaràs fa molt d'embalum.
- Avançada: en funció dels mesos de gestació.
- Embaràs de burra o de somera: aquell més llarg del compte.
- Sortir de comptes: quan es sobrepassa la data calculada del part.
- Embotonar: prenyar una dona, especialment quan passa de forma inesperada.

#### Naixement
- Desitjar una bona hora o una hora ben curta: quan es recomana poder tenir un part ràpid i fàcil.
- Estar amb el ventre a les dents: a punt de parir.
- Anar de trànsit, desenfornar, desocupar: parir.
- Empènyer: fer força en el moment del part (cast. pujar).

#### Nadó
- Setmesó: nascut al fil dels set mesos de gestació.
- Néixer sa i dret o sa i estalvi: en perfecte estat (cast. sano y salvo).
- De naixement: indica una característica que es té des de sempre, ”en Pere és coix de naixement”.

#### AlletamentiPuerperi
- Quan hi ha la pujada de la llet es pot donar el pit i la criatura farà mametes.
- Llet nuada o enrocada: llet que té dificultats per sortir del pit.
- Pits ximicats, pits de partera amb talls als mugrons.
- Despopar: desmamar, deslletar un infant.
- Tendrera: dona que ha parit fa poc.

## Patologia cardiològica
- Angina de pit: angor pectoris.
- Atac de cor: infart miocardíac o un angor.
- Baticors: palpitacions; també ensurts o esglais, "no convé provocar baticors a la mare, que està delicada"
- Fer tec-tec/tic-tac/tica-taca/tifa-tafa el cor: tenir palpitacions.

### Cardiocirculatòria i de l'estat de consciència
- Caure com un sac, caure rodó: patir un desmai.
- Cobriment (de cor): defalliment, desmai, pèrdua dels senys corporals.
- Girar els ull en blanc: mostrar la part blanca dels ulls a causa d'un desplaçament de les ninetes, "va tenir un cobriment de cor i girava els ulls en blanc".
- Perdre el món de vista: desmai, perdre els sentits, "va sentir-se marejada i per un moment va perdre el món de vista".
- Tornar en si, revenir: recobrar els senys corporals.

## Patologia dermatològica

### Infecciosa
- Brià: èczema circumscrit; lesió deguda a la infecció de la pell per fongs; micosi cutània.
- Boqueres, morreres (València): quilitis, crostetes que es fan als plecs laterals (queixos) dels llavis.
- Dissipela: forma vulgar i dialectal d'erisipela; "la dissipela si no mata, pela".
- Fugaç: impetigen.
- Pansa: herpes labial.
- Posterma (deformació vulgar d'apostema -abscés-), en el sentit d'infecció, pus o pudor molt intensa.
- Ronya: sarna o escabiosi.
- Tinya: una dermatofitosi.
- Vesper: àntrax, acumulació de furóncols, especialment a l'aixella.
- Voltadits: panadís periunguial, flegmó dels dits.
- També infeccioses

### Altres
- Barb: petita massa de substància sebàcia (cast. comedón).
- Borradura: erupció cutània molt tènue, quasi imperceptible, de grans molt petits.
- Clivelles, crebasses: fissures o petits talls a la pell, sobretot a les mans i als llavis.
- Durícia, call: cal·lositat, enduriment de la pell produïda pel frec o la compressió.
- Encetar (la pell): irritar la pell, produir una erosió superficial amb envermelliment a causa de diversos elements (suor, calor, humitat, pressió..).
- Enveja o desig: taca inesborrable de la pell atribuïda a un desig no satisfet de la mare durant l'embaràs (cast. antojo).
- Escaldar: produir la suor, l'orina una inflamació cutània intensa.
- Favassa: lesió dèrmica elevada pruriginosa pròpia de les urticàries.
- Fit: acrocordó.
- Frissança (frissanya): picor, formigueig (cast. comezón).
- Granissada: erupció cutània en forma de petits grans, exantema.
- Guiroles: elevacions de la pell en forma de butllofes o favasses.
- Llúpia: quist sebaci que es forma sota la pell especialment al cap i a l'escrot.
- Padastre, repeló, reveixí: porció petita de pell que queda mig despresa a la vora d'una ungla.
- Penellons, sedes: irritació i sovint ulceració dolorosa de la pell a causa del fred.
- Pigues de sang, punts robí: hemangiomes senils.
- Piulots, dits balbs: dolor intens als dits a causa del fred.
- Platxa: taca a la pell o clapa a una zona pilosa.
- Segar, séc: deixar una cosa que tiba una marca a la pell.
- Ull de poll: durícia al peu molt dolorosa.
- Unglera: ungla encarnada.
- Vaques: taques vermelloses que es fan a les cames per causa d'estar molt a la vora del foc.

## Patologia digestiva

### Patologia bucal
- Bocassa: mal gust de boca degut a una mala digestió.
- Corcar(-se) (les dents, els queixals): patir de càries, procés patològic que causa destrucció de les dents.
- Esbarregat (derivat de barra): individu desdentegat a qui manquen peces dentàries.
- Mal de queixal(s), mal de barres: dolors dentàries.
- Niella, niell, corc/corcadura/picadura de les dents, dent corcada/cucada o queixal corcat: nom que rep la càries, per semblança amb les llavors negres d'aquesta planta.
- Carrall, tosca, tova, rovell (de (les) dents): placa dental que s'incrusta a l'esmalt de les dents (en castellà, sarro). El tàrtar dentari és placa dentària mineralitzada.
- Tenir la llengua bruta: tenir-la recoberta d'una capa blanquinosa que pot ser indici d'un trastorn digestiu.

### Diarrea
- Anar desfet: fer la femta poc lligada, semilíquida.
- Anar fluix de ventre, anar llarg, anar com un (broc de) càntir/poal, anar com una oca, anar de cambra: tenir diarrea.
- Anar-se’n com raig de poal, perdre la clau del cul: patir diarrea incontrolable.
- Corrípies, corrences: sinònims de diarrea.
- Esfoirar-se, escaguissar-se, desembotigar….. sinonímies dialectals de patir diarrea.
- Tenir caguetes, cagarrines: patir de diarrea.
- Ventrellada, desventrellament: indigestió amb diarrea.

### Restrenyiment
- Anar lligat: defecar amb consistencia.
- Arraconada: anar malament de ventre, patir un restrenyiment ocasional.
- Tenir treballs: anar restret.

### Altres
- Baixada de l'estómac, salt de ventrell
- Anar amb el ventre prim: no menjar prou per la gana que es té.
- Anar amb sang: rectorràgia (sortir sang barrejada amb la femta).
- Anar fluix de molles, fer-s'ho a sobre o al damunt: patir d'incontinència.
- Basca: nàusea.
- Botit, botiment de ventre: en el sentit d'inflat, ja sigui per una mala digestió o per anar malament de ventre, "fa dies que em sento molt botit".
- Canviar la pesseta, orxegar, boçar, regantar, trallar, (anar a treure), escorxar la guilla, fer Sant Josep: diferents maneres d'expressar el fet de vomitar.
- Cor agre: agror d'estómac, sensació ardent que puja per l'esòfag i pot arribar a la boca, relacionada amb la pujada del contingut àcid de l'estómac: pirosi.
- Cucs o verms, tenir: patir una helmintosi intestinal: oxiürosi, ascariosi.
- dolor del ventre, mal de ventre, mal de/a la panxa: Enteritis o enteràlgia
- Embafar: carregar l'estómac amb un menjar excessivament greixós o una beguda massa dolça, "menjar moltes lioneses m’embafa", (cast. empalagar).
- Empatx, enfit: indigestió deguda a un excés de menjar.
- Enfarfegar: carregar en excés, en figurat carregar o menjar massa.
- Enfitar, empatxar: indigestar, sofrir empatx per massa menjar.
- Engargussar: ennuegar, obstruir-se la gola pel menjar o beure o per algun altre cos estrany que resta entravessat.
- Entravessar, restar entravessat: en figurat un aliment difícil de pair o deglutir.
- Escanyussar, errar de forat o de camí, entrar pel vedat: altres maneres d'expressar que algú s'ennuega o engargussa.
- Falconada: problema de salut que ve d'una manera sobtada i dolorosa, "ahir vaig tenir una falconada de mal de ventre".
- Fer mal el païdor o el ventrell: tenir mal d'estómac.
- Flat, flato, punta del costat: doloret agut localitzat al costat del ventre, produït per una acumulació molesta de gasos.
- Gitar, gitarada: vomitar, matèria vomitada (cast. vomitona); en català occidental gitar significa jaure o descansar i en rossellonès llançar, llençar.
- Glopada: porció de líquid que s'expulsa de la boca.
- Mal de pedra: càlculs o pedres al ronyó (nefrolitiasi) o a la bufeta del fel (colelitiasi).
- Mal de ventre: còlica.
- Mal de ventrell: Dolor nerviós de l'estómac sense febre o epigastràlgia.
- Mal d'illada, la illada és la regió compresa entre les últimes costelles i la pelvis; el mal d'illada fa referència a un mal de ventre molt fort a causa d'una oclusió intestinal.
- Oi, tragit: moviment de vòmit sense expulsió de res (arcada).
- Patir d'aliacrà: patir d'icterícia.
- Posar-se, caure bé o malament, provar, pegar (Val.) un aliment, "el guisat no se m’ha posat gaire bé“ (no m’ha provat).
- Rampell: còlic intestinal (rampell de mal de ventre).
- Rau-rau: doloret o malestar per gana o debilitat, "a partir del migdia ja sento un rau-rau a l'estómac". També Roser: dolor moral, recança, "sentia un rau-rau al cor".
- Rebombori: malestar abdominal amb diferents sorolls i moviments de budells.
- Recaragolament, rampells, torçons, tortillons, revencillades de mal de ventre : dolor abdominal en forma de còlics intestinals (cast. retortijón).
- Regirar-se l'estómac: "amb tantes barreges tinc l'estómac ben regirat", (cast. revuelto).
- Reprendre: no digerir bé un aliment, "el sopar d'ahir m’ha reprès", (cast. sentar mal).
- Ses, patir del: fa referència a tenir prolapse rectal.
- Solitària, tenir la : es deia d'un nen que malgrat menjar molt no es feia. La solitària fa referència a la tènia.
- Tall de digestió: quan algú es banya després de dinar per les conseqüències negatives que pot tenir sofrir un desmai a dins de l'aigua (cast. “corte de digestión")
- Tenir un puja i baixa: gana de vomitar, amb ois i basques.
- Treure les entranyes, la freixura: vomitar moltíssim (les entranyes són els òrgans i vísceres situats dins del pit i del ventre).
- Xarbotament: remor de glu-gluc que fa un líquid dins d'una cavitat (cast. gorgoteo).

## Patologia hematològica o relativa a la sang
- Cop de sang a l'ull: hemorràgia conjuntival.
- Ensangonar: tacar, embrutar-se de sang.
- Esblanqueït: tenir mal color de cara, pàl·lid, per exemple a causa d'una anèmia (també es diu, blanc com la paret, com un paper de fumar, com un ciri…..).
- Escolar: perdre molta sang.
- Estroncar: aturar una hemorràgia.
- Fer-se sang: en el sentit de fer-se mal, fer-se una ferida, "va caure i es va fer sang a la cama".
- Gleves a la sang: formar coàguls.
- Rajar sang: sortir sang, especialment del nas.
- Sang agrumollada: coagulada, amb gleves.
- Sang espessa, tenir la: tendència a tenir problemes de trombosi.
- Sang presa: sang coagulada.
- Sang viva: sang vermella que raja d'una ferida.
- Tenir les sangs altes: patir hipertensió.
- Tenir les sangs fluixes: patir d'anèmia.
- Tenir o patir un cop de sang: sinonímia d'ictus.

## Patologia musculoesquelètica
- Anar trico-trico, xino xano: a poc a poc, anar fent amb calma.
- Arrupir-se: replegar-se doblegat l'ossada i els genolls.
- Brandar: caminar amb un cert balanceig; també animar-se, moure's molt, en el sentit de recuperar-se i trobar-se més bé "el padrí ja branda".
- Carregat de dolor: patir artrosi o una malaltia reumàtica. "la mare està carregada de dolor"
- Eixarrancar, eixancarrar: separar molt una cama de l'altra. Són derivats d'anca.
- Eixonar-se: tirar cap avall, desplomar-se.
- Emparar-se: agafar-se per no caure i fer-se mal.
- Encarcarat: rigidesa, perdre la flexibilitat.
- Esguerrat: mancat d'algun membre, mutilat, que té alguna part del cos deformada.
- Fallar: no tenir prou força en alguna part del cos "quan baixo l'escala em falla el genoll dret".
- Feixuc, gallofo, sompo (anar o estar): poc àgil, pesat, lent de moviments.
- Fer figa les cames: fallar les forces.
- Fer pela i deu: anar coix.
- Ferir: en el sentit de fer-se mal, "vaig caure i em vaig ferir a la cama". També té el significats d'afectar dolorosament: "Aquesta llum tan forta fereix la vista" i d'ofendre (ferir l'amor propi).
- Fet un envà de canyes: persona dèbil o malaltissa.
- Garrell: que té les cames arquejades.
- Lleuger com una daina: viu, ràpid, que es mou amb destresa.
- Moll, mollet de cames: tou, flonjo, sense forces.
- Petar: en argot juvenil es fa servir en un sentit similar a cruixir, "tinc els genolls petats d'anar a córrer cada dia".
- Recalcar-se: apuntalar-se bé sobre un suport (cadira, seient..) a fi de no caure.
- Renòs del peu: galindó o hallux valgus.
- Repenjar-se, repinjolar-se: posar algú una part del cos reposant en algun lloc per aguantar-se i no caure.
- Rovellat: en mala forma física, "al cap de tres mesos de no agafar la bicicleta estava ben rovellat".
- Segament de cames: cansament extrem.
- Ser un pes mort: que té molta dificultat per moure's.
- Tenir un cop d'aire: dolor muscular lleu (sobretot a la zona cervical); també refredat lleu.
- Tibantor: sensació molesta de tensió o rigidesa en alguna part del cos, "vaig agafar un cop d'aire i noto una tibantor quan giro el coll".
- Travar: perdre flexibilitat, "he fet un mal gest i he quedat amb l'esquena travada".
- Treballar: esforçar-se físicament o mentalment "et caldrà treballar més els músculs de la cama"

## Patologia neurològica
- Caparrassa: mal de cap de poca intensitat, cap espès, feixuc.
- Feridura, principi de, ombra de: accident isquèmic transitori.
- Feridura: apoplexia, ictus, accident vascular cerebral.
- Mal de caure o mal de Sant Pau: epilèpsia.
- Mal de cella (Mallorca): migranya.
- Mal de sant Vito (tenir): fa referència a una malaltia (corea) que provoca moviments corporals convulsius; en sentit figurat nen molt nerviós i inquiet, que no para de moure's.
- Quedar la mà morta: una part del cos immòbil, sense força (parèsia).

### Trastorns de la parla
- Arrossegar la llengua, trabucar-se, no poder encavalcar les paraules: tenir dificultat per expressar-se a causa d'una malaltia, intoxicació medicamentosa, etílica…..
- Balbucejar, balbotejar: parlar amb dificultat pronunciant les paraules de manera incompleta o vacil·lant, "les primeres paraules que un infant balbuceja". Parlar balbuç (València).
- Embarbussat, embarbollat: que parla de manera confusa, atropellada, poc comprensible, deixant les coses a mig dir o menjant-se les paraules.
- Farfallós: individu que té un un parlar poc clar a causa d'un defecte de pronunciació.
- Quec o tartamut: defecte en la parla que consisteix en repetir de manera involuntària l'emissió de paraules.

## Patologia neuropsoquiàtrica

### Amb deteriorament
- Caduc, fer caducs: vell caduc, decrèpit que desvarieja per debilitació mental.
- Gira-se el cap, el cervell, no roscar bé……perdre el seny, quedar pertorbat.
- No aguantar-se els pets: molt vell i atrotinat, amb les facultats físiques i mentals molt minvades.
- No girar o virar rodó, tenir el cap a passeig, fer fils, no saber quina paret toca, tenir molt de vent al cap, tenir el pis mal moblat, tornar-se-li el cervell aigua…. diferents maneres de manifestar que algú no té el cap clar, que no pensa encertadament.
- No saber que es pesca: en el sentit de no saber pensar o expressar una cosa.
- No tocar ni quarts ni hores: desvariejar, no tenir el coneixement clar.
- Perdre el cap, perdre el calestro, perdre la clova, perdre el tetus… en el sentit de perdre el seny o l'enteniment.
- Perdre el seny, el senderi, el tei (Mall.): perdre el judici, la facultat de raonar, l'enteniment.
- Perdre els pesquis: la raó, el seny.
- Perdre la xaveta: perdre el seny; si es perd la xaveta d'una roda d'un carruatge, la roda pot ballar (i fins i tot perdre's), tot el conjunt es desequilibra.
- Perdre les trucs: perdre les facultats mentals.
- Perdre l'oremus: estar confús, desorientat, també perdre la memòria o el control d'una situació.
- Perdre o beure's l'enteniment: perdre la capacitat d'entendre les coses, l'ús de raó.
- Repapiejar, fer catúfols: tenir les facultats mentals afeblides a causa de l'edat.
- Liró, traliró, liret: individu ximplet o un xic pertorbat, "ha estat malalt i ha quedat una mica liret" (no coordina bé).
- Tantaranejar, tantarejar: repapiejar, tenir lentitud mental a causa de l'edat.
- Vell xaruc: decrèpit, caduc que repapieja.

### Amb baix nivell intel·lectual
- Beneit, beneitó, beneit del cabàs: persona ximpleta, babaua, curta d'enteniment.
- Cap de ruc, cap de xai, cap de tartana, cap de suro, cap de carabassa, cap de soca: Maneres de definir els curts d'enteniment.
- Curt de gambals: que té poca capacitat mental, curt d'enteniment. (derivat de gamba, cama). Semblantment:
- Curt d'enteniment, desassenyat: persona amb poc seny, insensat, imprudent.
- Estar en si bemoll, en argot musical, ser algú curt de gambals.
- Faltar a algú una aigo (aigua): ser curt d'enteniment (Mall.)
- Faltar un bull, una cuita: tenir poc seny o enteniment.
- Faltar una vergassada: mancar una mica de seny.
- Faltar-li una llossada: que és curt d'enteniment, que no hi és tot; fa referència al dia del bateig en què el capellà mulla el cap de l'infant amb successives llossades d'aigua beneïda.
- Lelo, lero (castellanismes) o beneitot.
- Més curt que una màniga d'armilla, més curt que una cua de conill, més curt que fet per encàrrec.
- Mestralejar: perdre el cap, no raonar prou bé.
- No allargar gaire, no donar per més, no despenjar de gaire alt, baix de sostre, ser molt pellofa, de poca xolla.....diferents expressions per a definir una persona obtusa, curta d'enteniment.
- No ser ben tret d'oli: no estar completament bé del cap (Olot).
- No ser-hi tot: no tenir el seny complet, no carburar gaire, estar malament del terrat.
- No tenir dos dits de front: es diu d'un individu poc entenimentat.
- No tenir el seny complit: tenir l'enteniment escàs o pertorbat.
- No tenir ni un brot de seny (Men.): ser un cap verd.
- No tocar-hi: es diu en el sentit de no tenir el cap prou sa, ser un ximple, un beneitó.."em sembla que el noi dels veïns no hi toca gaire".
- Pallús,Llondro: individu curt d'enteniment.
- Ser un soca, soques, cap de soca: persona de poca intel·ligència, "aquest noi està fet una bona soca".
- Ser un tros de carn batejada: individu curtet, un pobre noi.
- Ser un turmassot: (derivat de tord), cap buit, curt d'enteniment (Mall.)
- Sonat, tocat del cervell, tocat de l'ala: en el món de la boxa, el boxador que ha perdut les facultats mentals a causa dels cops rebuts.
- Tenir poca substància, tenir poc seny (Camp Tarrag., Tort.)
- Tocacampanes: persona inepta, poc entenimentada.
- Tocar: tenir el cap clar, encertar, "aquest metge hi toca, fes-ne cas".
- Tocat de l'ala: persona ximpleta, beneitona.
- Tocat del bolet: malament del cap, trastocat; l'origen prové dels efectes col·laterals com confusió mental, alteracions psíquiques provocats per la ingesta de bolets tòxics.
- Trastocar: pertorbar la raó d'una persona, fer-la tornar boja, "aquella desgràcia la va trastocar pe sempre"

### Amb alteració intel·lectual i cert grau d'agitació o hiperactivitat
- Com una regadora: en estat avançat de bogeria.
- Eixelebrat: mancat de seny d'enteniment. (del llatí excerebratus, privat de cervell)
- Esbojarrat: individu mancat d'enteniment, irreflexiu, imprudent.
- Esborneiats, esterlocats, esburbats, aixerriats: són formes dialectals, que no escolten raons.
- Estar com un llum: fa referència a una persona esbojarrada.
- Estar com una cabra: estar boig (en la mitologia popular la cabra representa l'animal prototip de la bogeria).
- Guillat, grillat: que ha perdut l'enteniment, pertorbat de les facultats mentals.
- Llampat, pirat, tocat del bolet: mancat del bon ús de raó.
- Tabalot, bala perduda, ranós: (Pallars) que actua de manera esvalotada i amb poc seny.
- Tarumba: (castellanisme), persona eixelebrada.
- Xalat: (cast. chalado), mot procedent del caló, individu una mica boig.

## Patologia psiquiàtrica
- Depressió de cavall: depressió molt forta; altres formes ponderatives serien: depressió de ca l'ample, com una casa, de mil dimonis, de maria santíssima…
- Desvariejar, desvariar: dir o fer coses fora del sentit comú, inconnexes, per efecte de la febre o d'un estat d'excitació. En certa forma es tracta d'un deliri.
- Esma: força moral i energia que impulsen una activitat.
  - No tenir esma: no tenir ganes de fer res.
  - Perdre l'esma: anar desorientat sense saber què es fa.
  - Fer una cosa d'esma: fer-la de manera instintiva, maquinalment.
  - Esmaperdut: que no sap ben bé ni on és ni allà on va.
- Mal d'amors o d'enamorament: decandiment causat per un amor insatisfet o excessiu, "de mal d'amors els metges no en curen".
- Malincoi: mal corporal molt lleu, "ai mare, tant de gemegar per un xic de malincois".
- Maniàtic, que té manies: en referència a cert tipus d'afectació mental de tipus neuròtic.
- Dèria, mania, taleia: idea fixa persistent, posar-se una cosa al cap, "ara li ha agafat la dèria de no sopar".
- Tenir mania, tenir aversió, agafar mania a algú, a un menjar: mania, fòbia.
- Rampell: impuls sobtat i passatger de fer alguna cosa.

### Trastorns de personalitat
- Cap buit, cap de pardals, cap d'estornell, cap verd, un cap sense barret: Les persones irreflexives.
- Caps calents, caps de trons: Les persones esvalotades o eixelebrades.

### Trastorns dels "nervis"
- Ser un sac o un feix de nervis: persona fàcilment excitable, que es posa nerviosa per qualsevol cosa.
- Nervi: persona de caràcter, energia, que demostra lideratge, "deixeu-lo fer, en Joan és un nervi".
- Agafar nervis, esmolar els nervis: expressions que fem servir en situacions difícils que provoquen nerviosisme.
- Els nervis se'l mengen: d'impaciència.
- Em posa malalt dels nervis o simplement em posa malalt, en cast. me pone de los nervios.
- Patir una nerviada : atac de nervis intens (Mall.)
- Quins nervis ¡¡: exclamació que mostra un estat d'excitació o de falta de tranquil·litat, "quins nervis, quan em van dir que no em podien operar".
- Neurastènia: fatiga amb sensació de cansament físic d'origen nerviós que es pot acompanyar d'una certa irritabilitat i falta d'iniciativa.
- Tenir el nervis desfets: estar cansat, nerviós per una situació complicada.
- Tenir els nervis d'acer: que no perd la calma.
- Tenir els nervis de punta: fàcilment irritable.

### Esquizofrènia i psicosis
- Arrel de boig: manifestació imprecisa de bogeria (cast. vena de loco).
- Bogeria, deliri (en el sentit d'exageració): "l'avi té una bogeria pel seu net".
- Boig del cap: intensiu de boig.
- Boig rematat, estar per que el tanquin, passat de rosca, viure en un altre món...: diferents maneres i gradacions per expressar que algú no gira rodó.
- Boig: com a element d'exageració: un mal de boig, riure com un boig…
- Boit: pronunciació dialectal (Garrotxa) del mot boig, boja, "tota aquella trepa eren mig boits".
- Com un home boig: fa referència a algú fora de si, que actua de manera violenta.
- Fer el boig, no anar a l'hora, fer el tonto: no funcionar regularment "la regla em fa una mica el boig".
- Guillat, guilladura: que ha perdut el seny, pertorbat de les facultats mentals.
- Parar/tornar-se boig: perdre els nervis, perdre el control "noi, si continues així pararàs boig".
- Que fem el boig?: expressió d'estranyesa o de sorpresa, equival a expressions com "què diu?" o "què fa aquest ara?"

## Patologia oftalmològica
- Borni: persona o animal que ha perdut un dels dos ulls.
- Curt de vista: patir de miopia (no veure un bou a quatre passes, no veure tres dalt d'un burro; escurçar-se la vista.
- Estar guerxo o guenyo, mirar contra govern, mirar l'hort i la vinya: patir d'estrabisme.
- Mussol, ordèol, urçol: el mussol és inflamació d'una glàndula de la parpella (cast. orzuelo).
- No veure-hi gota o No veure-hi gens ni mica: ceguesa.
- Plorar els ulls: fluir llàgrimes (epífora) per una al·lèrgia o una altra reacció (per exemple pelar ceba).
- Tenir bellumes o ballarumes: miiodesòpsies
- Tenir la vista cansada: patir de presbícia.
- Tenir pampallugues o llampurnetes: fotòpsia.
- Tenir una busca (o una brossa) a l'ull: cos estrany molt petit i a la part anterior de l'ull (cast. mota).
- Tenir un ull “pito": tenir un ull malalt o danyat.
- Ull espaimat: ull plorós, inflamat.
- Ull engavanyat: inflamat, lleganyós.
- Ull gandul: ambliopia (sense la visió o agudesa normals).

## Patologia otorinolaringològica

### Refredat
- Anar vermós o vormós (de verm, cuc, per la similitud amb els mocs verdosos, o de vorm, malaltia dels cavalls): tenir un nen la cara plena de mocs.
- Cadarn, embromada: refredat, constipat.
- Candeles, caramulls: enfilall de mocs que pengen del nas.
- Com una sopa, fet una sopa: estar molt refredat; també mullar-se de manera imprevista o anar una mica embriac; ser un sopes, individu amb poca empenta.
- Eixavuiros, oïssos, estornics: variants dialectals d'esternuts.
- Embromat, ennassat: que té inflamada la mucosa nasal, refredat de nas.
- Fer burilles: treure els mocs secs del nas.
- Fer muntanyes amunt: aspirar els mocs amunt, xuclant-los, especialment els més menuts.
- Fer setze: mocar-se amb els dits fent soroll.
- Galipàndria, calipàndria: refredat fort.
- Gripau: refredat o grip molt forta, "he arreplegat un gripau de cal Déu".
- Ragera (de nas): rinorrea (cast: aguilla)

### Trastorns d'audició

#### Sordesa
- Dur, fluix d'orella: es diu d'algú que sordeja; en contraposició direm que és fi d'orella o que té bona orella.
- Sord com una tàpia, com una campana, com una perola, com un suro, com un timbal, com un terrós, com una rabassa: diferents maneres d'expressar que una persona és molt sorda. En l'expressió sord com una tàpia la referència original no era la tàpia o el mur sinó un talp o talpa pronunciat taupa. També de perola és coneguda l'expressió "perola (o caldera) vella, bony o forat o tot plegat", per significar que les persones velles sempre tenen mals físics o xacres de salut.
- Sordejar: no sentir-hi gaire bé.
- Tenir les orelles a ferrer: estar mig sord.
- Eixordar: quedar sord per la violència d'un soroll ben fort.

#### Altres
- Ressonen o retrunyen les orelles: sorolls que es propaguen.
- Tenir fressa o brogit: soroll molest a l'orella (cast. zumbido), sol tractar-se d'un tinnitus o acufen.
- Xiulets a les orelles: el tinnitus o acufen (cast. pitidos).

### Altres
- Aclarir-se la veu, el coll: fer un cop de tos per a treure la sensació de rogall.
- Angines: amigdalitis.
- Carnots: vegetacions adenoides.
- Covar: fer llit per curar-se d'un refredat fort.
- Enrogallar, rogall: aspror de la veu produïda per una afecció de la laringe disfonia o faringe.
- Galteres: parotiditis.
- Garrotillo: diftèria.
- Rodesa, rodament de cap, cap-rodo, torn (de cap), torba: vertigen, alteració del sentit de l'equilibri que es caracteritza per una sensació de rodament de cap.
- Rautija: aspror i sequedat a la gola que fa ronca la veu i provoca tos.
- Tenir bons pulmons: tenir la veu forta amb capacitat per cridar.
- Vegeu també tos

## Patologia pneumològica
- Constipat de pit: infecció bronquial.
- Esbufegar: respirar amb força, fent soroll.
- Fogueta, tenir o patir: patir d'asma.
- Grills, olla de grills, tenir: secrecions abundants amb sibilàncies.
- No manxar a l'hora: respirar malament, amb dificultat.
- Pa de mocs: massa de mocs difícil d'expulsar (cast. madeja).
- Panteix: respiració fatigosa.
- Perdiu: nom que reben els pulmons d'alguns animals, especialment les ovelles; en figurat "estar fotut de la perdiu", patir una malaltia pulmonar o respiratòria.
- Perdre/trencar l'alè: restar sens poder respirar a causa d'un gran esforç o una emoció.
- Restar asmat: sense alè a causa de cansament.
- Reumes o flegmes: mucositats o secrecions bronquials.
- Tapament: dispnea ocasionada en el tracte respiratori inferior.
- Vegeu també tos

## Traumatologia

### Ferides
- Dentegada: ferida que deixen les dents a la zona de mossegada.
- En carn viva: ferida o nafra amb la pell alçada (cast. al rojo vivo).
- Endanyar: perjudicar una ferida a causa d'una cura inapropiada.
- Enverinar: fer més greu, complicar-se una ferida.
- Esgarrapada: ferir o esquinçar la pell amb les ungles o les urpes d'un animal.
- Esgarrinxada: ferida superficial a la pell produïda per un objecte punxegut.
- Pelleringa: porció de pell sobrera o penjant.
- Suquejar: supurar d'una ferida o d'una orella.
- Trau: ferida profunda.
- Trenc: ferida al cap.

### Caigudes
- Fotre’s de morros : caure de cara (cast. de bruces)
- Fotre’s d'oros o de lloros, Nassada: patacada, cop fort.
- Caure de culs: cap endarrere.
- Caure com un sac: desplomar-se.
- Caure de corcoll: endarrere, de clatell.
- Caure de memòria: d'esquena.

### Altres
- Segons el context (caiguda, cansament, febre, malaltia..) es poden fer servir diferents termes (baldat, rebregat, matxucat, aplacat, esparracat, desballestat, esbardellat, ......)
- A cop calent: als primers moments d'haver rebut un cop i encara no fa mal.
- Banya: bony al front de resultes d'un cop.
- Blau, morat: vessament de sang dels vasos cap a l'interior dels teixits; equimosi.
- Bossoga: bony produït per un cop.
- Capolat: fer-se mal en diferents parts del cos.
- Carn esqueixada, esquinçada: en el sentit de trencament de lligaments o fibres musculars (cast. desgarro).
- Desllorigar: desllorigament, desconjuntar, desarticular, luxar, sortir un os de lloc, luxació.
- Esllomar-se: malmetre la zona lumbar "cavant a l'hort va quedar ben esllomat".
- Espunyir: cansar molt una articulació, desllorigar.
- Estabornir: perdre els sentits per un cop violent (commoció cerebral).
- Estrebada: moviment sobtat i violent; estirada, estrebada muscular.
- Fer una mala acció, fer un mal gest: moviment forçat que provoca dolor (articular, muscular).
- Galtada: cop donat a la cara, bufetada.
- Mal de les monges: bursitis del genoll.
- Masegar; masegat, estar: sotmetre una part del cos a pressions, fregadissos, batzegades…
- Nyanyo: bony que surt a conseqüència d'un cop.
- Obrir-se el cap: prendre mal, quedar malferit.
- Pataquejat: ple de cops, trompades i patacades per tot arreu, "va caure a la banyera i va quedar pataquejat per tot el cos".
- Ranc, ranquejar: que camina malament, arrossegant una cama.
- Regirada, revirada, cargolada: torçada d'una articulació.
- Revinclada: torçada, esquinç especialment aplicat al peu.
- Sangtraït: extravasació de sang que queda atrapada sota la pell.
- Saratà: nafra cancerosa, càncer de mama.
- Senyalar: quedar a la pell les marques d'una ferida o patacada.
- Testarrada: cop donat amb el cap (cast. testarazo)
- Tenir un nervi encamellat o acavallat: nervi en el sentit figurat i més ampli de tendó o part elàstica dels músculs), amb el significat de cosa sobreposada, tenir un nervi fora de lloc (cast. nervio montado).
- Tornar a néixer: fer-se poc mal en un accident greu.
- Ull de vellut o ull morat: hematoma periorbitari.

## Patologia urològica
- Mal de pedra: càlculs o pedres al ronyó (nefrolitiasi) o a la bufeta del fel (colelitiasi).
- Purgacions: gonorrea, uretritis venèria.
- No trempo, amb prou feines se m'aixeca: és una manera d'expressar la disfunció erèctil.
- Tenir la molla fluixa: incontinència urinària.

## Altres malalties infeccioses i infestacions
- Cabra, lladella, morpió: poll del pubis.
- Pallola: xarampió.
- Pigota: verola.
- Pigota borda o lloca: varietat més benigna, correspon a la varicel·la.
- Rosa: rubèola.

## Signes i símptomes

### Dolor
- Adolorit, estar: que sent dolor (físic o moral). "Amb aquesta humitat estic ben adolorida"
- Ais i uis: queixes, lamentacions, "diu que no es vol operar i després tot seran ais i uis".
- Burxada: dolor agut punxant. Cop amb un instrument punxegut.
- Carregar: malestar o adoloriment en alguna part del cos, "si m'estic dret gaire estona se'm carreguen les cames".
- Consentit: part adolorida d'una persona, "des de l'operació m'ha quedat el peu consentit. També aviciat, malcriat, "sempre ha estat un nen molt consentit, amb afalacs i tota mena de contemplacions".
- Corcó (rosec): dolor insistent. També té el sentit d'individu que molesta"és un cony de corcó".
- Dolorós: que fa patir o que fa mal (patir una pèrdua o una malaltia molt dolorosa).
- Fiblada: dolor agut, fort i sobtat, "vaig notar una fiblada al pit".
- Ganyolar: udolar una bèstia; en sentit figurat s'aplica a queixar-se una persona de dolor o de mal.
- Gemec, gemegar: so inarticulat que expressa dolor o pena, "cap a mitjanit el malalt feia uns gemecs terribles".
- Nai, nanai: mal en llenguatge infantil.
- Patir: afectat de dolor o mal físic (patir de migranya, patir de l'estómac). També en el sentit de passar ànsia, angúnia, "la mare sempre ha sigut molt patidora". Patir de valent: molt, amb gran intensitat.
- Plany, plànyer: doldre's, queixar-se, "en Joan és molt sofert, gairebé mai es plany".
- Queixar-se: que li fa mal una part del cos, "el nen es queixa d'un cop a la cama".
- Rabior: molestar fort en alguna part del cos (dolor, picor..) "tinc una mena de rabior (em fa mal) en aquesta orella".
- Retrunyir: dolor que irradia o es desplaça, "quan estossego, el dolor em retruny cap a l'esquena".
- Rosec: dolor o molèstia persistent (física o moral) "havent menjat sento una mena de rosec a l'estómac que no em deixa viure" (cast. resquemor).
- Sac de gemecs: persona que sempre es queixa o lamenta.
- Sentir el temps: aparició del dolor en funció de la meteorologia, "avui sento el temps, em fan els genolls i les cames no em porten".
- Sofert, ser: persona que aguanta el dolor. "La iaia sempre ha estat una persona molt soferta".
- Somort, dolor : dolor poc viu però continu (cast. mortecino) "després de la caiguda m'ha quedat un dolor somort a tota la cama".

### Febre
- Esgarrifances, calfreds: estremiment del cos quan es té fred o comença la febre.
- Febrada: febre molt alta (cast. calentura).
- Febre de cavall: febrada forta.
- Fer la puja: en referència a la febre.
- Tremolins: sensació de tremolor quan comença la febre (cast, tiritonas).

### Tos
- Estossec: acció d'estossegar o tossir, cop de tos.
- Estovar, trencar, arrancar (la tos): fer les mucositats menys espesses, fer la tos productiva i finalment expectorar les secrecions.
- Tos de missa d'onze: tos seca, inoportuna; també tos falsa o fingida.

## Miscel·lània

### Estat general
- El concepte "d'ala" el trobarem en diferents expressions, normalment, amb significats de pèrdua física o moral: quedar alacaigut o alabatut (sense forces, sense delit), alatrencat (un xic malalt, una mica begut, en cast. achispado), alaferit (tocat d'algun mal greu).
- A l'estiu tota cuca viu: a l'estiu és més fàcil obtenir aliment i conservar la salut.
- Acabar la corda: rendit, baldat, sense forces.Tenir corda, tenir energia per seguir fent una cosa.
- Agafar amb pinces: en sentit figurat, quedar en un estat físic precari, "al cap de tres dies vomitant i amb diarrea m'havien d'agafar amb pinces".
- Agafar la burra: malaltia lenta i llarga, que és greu però no deixa treballar (Empordà).
- Agafar, arreplegar, aplegar, traginar: en el sentit de sobrevenir o haver de suportar un mal o una malaltia; agafar un refredat, arreplegar una pulmonia, traginar una tos o una febre durant setmanes o mesos.
- Aguantar-se per miracle, no ser ni l'ombra del que era, ser un ruïna: molt decaigut físicament o moralment.
- Aguantar-se per un fil: trobar-se en una situació de salut molt perillosa.
- Anant bé, malament: que l'evolució no serà bona, -"com quedarà el pare de l'operació? –anant bé, malament".
- Anar a estones (un malalt): que té una evolució variable, difícil de preveure.
- Anar a ratxes (la salut): amb intermitències.
- Anar fent amb alts i baixos: moments bons i dolents que passa una persona en el transcurs d'una malaltia.
- Anar fluix de bieles, perdre pistonada: perdre força, energia.
- Anar pet: borratxo.
- Anar tirant, anar fent, (i les diferents variants d'anar tirant de la rifeta, anar tirant i marxant, anar fent i empenyent…): fer el seu curs una cosa, també en l'àmbit de la salut, ni molt bé ni molt malament.
- Apedregat: molt envellit (Llofriu). Anar el carro pel pedregar, empitjorar l'estat de salut.
- Apoderar: empitjorar la salut, "té el mal molt apoderat i no crec que se'n surti".
- Aquí caic i allà m'aixeco: anar fent amb alternatives bones i dolentes.
- Arribar a les tres pedretes: estar al final d'una malaltia irreparable, en perill de mort, a les últimes.
- Atropellat (ben): ben fotut, per la dolor, la febre o una malaltia, "aquelles febrades el van deixar molt atropellat".
- Baldat, estar: cansar-se molt (cast. hecho polvo).
- Bon, mal senyal: indici favorable o desfavorable "que ja torni a tenir gana és bon senyal"; "és un mal senyal que encara no camini".
- Carpir-se: afeblir-se per efecte d'una malaltia (Val.)
- Castigar: danyar, fer malbé, "el sol i el fred castiguen la pell".
- Cataplasma, estar fet un: es diu d'una persona plena de mals i de xacres.
- Catxar: anar cap avall; derivat del llenguatge del mar quan les barques sobrecarregades s'escoraven i catxaven; en sentit figurat, perdre forces i vitalitat una persona, "he vist en Pere i ha catxat molt"; en algunes comarques occidentals catxar té el sentit de fer l'acte sexual i també de donar la mà (catxar la mà).
- Caure com mosques: es diu quan a causa d'una gran epidèmia emmalalteix o mor una gran quantitat de persones.
- Caure: usat en el sentit d'emmalaltir, "fes-me cas, si no et cuides, al final cauràs tu".
- Conservar, ben conservat: mantenir-se una persona amb bona salut i no aparentar els anys que té.
- Cruixir, cruiximent: fatigar molt el cos, causar un dolor extremat, amb fort adoloriment general o d'una part del cos; "després de la marató va restar cruixit de tot el cos"
- Cul d'hospital: persona que ha d'estar sovint ingressada, "la mare sempre ha estat un cul d'hospital".
- Curar-se en salut: prevenir amb temps de possibles perills.
- Davallada: en el seny d'empitjorar l'estat clínic d'un malalt.
- Deixament: no trobar-se bé una persona, manca de vigor, abatiment.
- Delit: ànim, vitalitat, "després de la malaltia no tenia delit per a res".
- Desfici: agitació produïda per un mal físic (per exemple, picor) o moral (cast. desasosiego).
- Despertar: estimular una sensació com el dolor o la gana, "he trastejat massa i se m'ha despertat el doloret de l'esquena".
- Empiocar: estar pioc, emmalaltir, trobar-se malament.
- Encolgonit: persona que a causa de la poca salut es manté sempre tancat a casa; un colgó és un individu que sempre està arran del foc (derivat de colgar, tapar les brases amb cendra).
- Ens enterraràs a tots: se sol dir de broma a qui sovint es queixa dels mals que té.
- Ensopir: ensopiment, mig adormit, que comprèn difícilment les coses.
- Escanyolit, desnerit: molt prim.
- Estar pioc, estar empiocat: no trobar-se bé, malaltís, ”tinc la dona al llit una mica pioca”.
- Estar acabat: minvat de forces ”en Pere abans feia esport però ara està acabat”; en sentit figurat morir-se, ”l'oncle Pere s'està acabant”.
- Estar atrapat: estar en perill, en mala situació de salut o diners.
- Estar atuït: quedar algú sense forces, sense esma, ”cap a les deu, la malaltia el deixava molt atuït”.
- Estar com un gaig: individu extremadament prim.
- Estar com un pollet: arrupit, sense força ni energia.
- Estar fet una desferra humana: es un estat lamentable de salut, físic o moral.
- Estar fet una merda: malament de salut.
- Estar fresc com una rosa: ben conservat, d'aspecte saludable.
- Estar llest, cuit, arreglat...: un malalt perdut, sense esperances.
- Estar magre com un rupit: estar molt sec.
- Estar mig malalt: atabalar-se, patir, per alguna cosa, se'm va fer malbé el disc dur i vaig estar mig malalt".
- Estar neulit: que ha perdut forces, vitalitat, que té mal aspecte.
- Estar que no és ell: estar una persona en mal estat, principalment a causa d'una malaltia.
- Estar sencer com una ametlla, sa com un gra d'all: estar algú en perfectes condicions físiques, estar bé de salut.
- Estar tocat: malaltejar d'alguna part del cos (tocat del pulmons, del cap...)
- Estar tou, tova: molt cansat, sense forces, ensopit, "la mare encara no es lleva, està molt tova".
- Estar valent: en els sentit de persona sana i forta, "l'avi encara va força valent".
- Estar xacrós (de xacra i aquesta de l'àrab saka, mal físic): mancança de salut a causa d'una malaltia, accident o per la vellesa, "quan et fas gran, et comencen a sortir xacres per tot arreu (tots els mals)". "Xacres, arrugues i poca lleugeresa, és la vellesa",
- Estirada: crescuda, "ha fet una bona estirada i ja és alt com son pare".
- Esvair: defallir, perdre les forces o els sentits, "estic mig esvaït per que encara no he dinat".
- Febre conillera: mal fingit que serveix de pretext per no haver d'anar a treballar o a l'escola.
- Fer el darrer badall: morir-se.
- Fer el tomb: pren el significat de clara milloria en l'evolució d'una malaltia; "va tenir molta febre els dos primers dies però després va fer el tomb".
- Fer llit : estar al llit per malaltia (cast. guardar cama).
- Fer o no fer net: expressió que s'usa especialment en la forma de "no haver fet net" en el sentit de no estar encara curat de la malaltia que presenta el pacient.
- Fer salut: fer una activitat bona per la salut, "a la teva edat, caminar és fer salut, córrer no"
- Fer una corriguda: empitjorar algú ràpidament d'una malaltia, "l'àvia d'un mes ençà ha fet una bona corriguda".
- Fer una reculada, refermar: empitjorar, anar enrere (refermar la tos, la febre...).
- Fer via, anar de pressa: en sentit figurat es fa servir per indicar l'evolució d'una malaltia cap a una curació, però especialment per assenyalar quan progressa fatalment i de manera ràpida.
- Fer-se gran: envellir una persona adulta, "la mare s'ha fet gran de cop"; és una expressió molt pròpia per a significar el pas del temps; els qualificatius vell/vella aplicats a les persones són correctes però segons com poden tenir un aire més incòmode ; d'aquí l'aparició d'eufemismes com la tercera o quarta edat; en general les persones ens fem grans i les coses (objectes, mobles..) es fan velles. "Gran" també té el significat de créixer, "aquesta nena s'ha fet molt gran".
- Fet una coca, un cromo: en el sentit d'aixafat, molt cansat a causa d'una malaltia o d'un esforç, "després de la febrada ha quedat com una coca".
- Expressions relacionades amb les figues: 
  - Fer figa les cames: flaquejar per manca de forces.
  - Figaflor: persona delicada en excés.
- Flaquejar: manca de força, d'energia (flaquejar les cames, la memòria).
- Forçar: fer-ne massa, "no forcis l'esquena o et tornarà a fer mal"; forçar la veu, la vista.
- Galoi: que no es troba bé, que malalteja, "tens la dona galoia".
- Ja he llepat: es fa servir en el seny de sortir perjudicat d'una situació (de salut, econòmica..) "l'avi ha llepat, torna a ser internat a l'hospital".
- Ja hi som pel tros: exclamació que es fa servir quan una malaltia comença o es torna a reproduir.
- L'aire l'ofèn: delicat en extrem, "d'ençà del tractament de quimioteràpia ha quedat molt aixafat, fins i tot l'aire l'ofèn".
- Malmirrós: malaltís, pioc, també moix, malhumorat (Lleida, Camp Tarragona)
- Melindrós: mancat de delit, que té aspecte de malalt.
- Mig mig: no del tot bé "ja estàs bo del tot? Mig, mig".
- Moll, anar moll: mancat de forces, de resistència, estar delicat, cansat, malaltís, "ja fa dies que el padrí va mollet, mollet" (Valls).
- Neulir, neulit: dèbil, marcit.
- No estar de filis: no estar d'humor, especialment es diu d'una persona quan no es troba bé i té un mal dia.
- No estar fi: no trobar-se bé de salut, "avui no estic gaire fi".
- No estar gaire catòlic, no estar llatí: no trobar-se gaire bé, amb símptomes incipients d'alguna malaltia. Anar llatí: anar de pressa, ràpidament;anar bé de ventre.
- No passar els anys: conservar-se.
- No posticar-se: no moure's, no bellugar-se, especialment a causa de trobar-se malament.
- No retenir-se els pets : vell decrèpit.
- Notar un pes: fer mal una part del cos, "ahir vaig notar un pes al mig del pit".
- Passar una malaltia: en el sentit figurat d'afectar-se molt, "la pobre mare amb tot l'enrenou de l'herència és com si hagués passat una malaltia".
- Patir una davallada: minvar les forces, l'energia, d'una persona prèviament malalta (cast. un bajón).
- Patir una decantada: de decantar, desviar, inclinar, empitjorar, fer una reculada, "el malalt pot decantar per bé o per mal".
- Patir una sotragada: desgràcia física o moral amb pèrdua important de salut (cast. sacudida).
- Perdre els quilos a grapats, quedar-se amb el xassís: aprimar-se molt.
- Perdre molt, ja no ser el que era: empitjorar de salut.
- Pitjora, pitjoria: en el mateix sentit que empitjorament.
- Plorar les cames: regalar, traspuar líquid (limforràgia) a causa d'un edema excessiu.
- Pobre d'esperit, de poc esperit: mancat d'energia o de coratge, amb poca empenta.
- Portar ben portats (els anys): "els porta ben portats la teva mare els setanta, encara fa goig".
- Posar bons sagins, posar greixina: engreixar-se.
- Que tingueu molts anys de vida i salut: forma de compliment molt afectuosa que ajunta el pas dels anys i la necessitat de gaudir-ho amb salut.
- Quedar ben gamat: en el sentit d'emmalaltir d'alguna afecció, "doctor, no em trobo bé, estic ben gamat. Els goigs de Sant Narcís a Jorba (l'Anoia) proclamen que "coixos, contrets i gamats/de diverses malalties/Déu per vos els ha curat/ben sovint, en molt pocs dies.
- Quedar com un pollet: malaltís i sense forces.
- Qui té salut, de tot se'n surt o no es coneix la salut fins que s'ha perdut: expressions que denoten la importància de la salut com un valor a preservar.
- Recalcada: empitjorament, recaiguda d'una malaltia, "una altra recalcada com aquesta i se'n va al cementiri".
- Ressaca: malestar al cap d'unes hores d'haver consumit un excés d'alcohol.
- Restar retut; crebat, estar: mancat de forces.
- Rosegar, esllanguir, consumir: perdre forces, vigor, "el veig cada dia més flac, aquest mal el rosega de valent".
- Sac de gemecs: algú que sempre es queixa.
- Semblar que té salut per vendre (o per donar i vendre): tenir bé la salut però de manera aparent, "el meu germà sembla que té salut per vendre i està ben malalt".
- Semblar un all boixat (marcit): fer cara de malalt.
- Ser o fer canari: té el significat de perdre forces i salut fins a la possibilitat d'arribar a la mort, "si no l'operaven, el pare era canari".
- Ser o semblar de cotó fluix: molt fràgil o sensible, "de seguida es refreda, sembla de cotó fluix".
- Tenir mala peça al teler: està ficat en una situación molt difícil, especialment una malaltia greu, com per exemple un càncer.
- Tenir salut per donar i per vendre: estar molt sa.
- Tenir una salut de ferro: persona que és resistent a qualsevol malaltia; amb sornegueria es parla també de "tenir una malaltia de ferro" en el sentit de patir una malaltia que no s'acaba de curar mai però que et deixa anar fent i tirant.
- Terrabastada: en figurat, daltabaix sobtat de salut.
- Tolit: perdre el moviment del cos o un dels seus membres, "es va ferir i ha quedat tolit del braç i la cama dreta".
- Trempat, eixerit com un gínjol: molt animat i àgil.
- Treure en un cabasset: es diu d'una persona delicada i malaltissa, "aviat l'haurem de treure en un cabasset al sol".
- Tropell: pertorbació sobtada de salut.
- Turment: dolor físic o moral que pateix una persona, "el mal d'orella va ser un turment que va durar tota la nit".
- Viure de propina: haver sortit d'un gran perill de salut.
- Viure més que un cul de morter, tenir set vides, com els gats: viure molt de temps malgrat els perills i les malalties, "pensava que amb aquesta malaltia li quedava poc temps, però el metge li ha dit que viurà més que un cul de morter".
- Voltar, rondar: mostrar els primers símptomes d'una malaltia, "em penso que en volta una grip".

#### Recuperar la salut
- Agafar color: acolorir, prendre color algú que ha estat malalt i que comença a fer més bona cara, "ara el pare ja va agafant color".
- Aixaliar: trobar-se més bé un malalt, fer una revifalla.
- Aixecar, alçar el cap: trobar-se millor un malalt “des que pren la nova medicació ja aixeca el cap" .
- Anar per bé, posar-se bé: millorar la salut d'un malalt, "el pare ha anat per bé" (millora de l'operació), "aquell metge em va posar bé".
- Apariar: reparar, arreglar; també en el sentit de guarir-se, posar-se bé (Balaguer, Lleida).
- Canviar la naturalesa: tenir un gran canvi de salut, "m'ha canviat la naturalesa: abans em refredava cada any i ara no".
- Carregar les piles: restablir-se d'alguna cosa.
- Eixorivir-se': començar a trobar-se més bé (una persona malalta), trobar-se més eixerit i trempat. Eixerit, xiroi, trempat o eixerit com un pèsol, com un all (formes ponderatives). Com un gínjol.
- Esquerar-se: nodrir, criar l'aviram; també pren el sentit de superar una malaltia. (Cerdanya).
- Estar bo, bona: estar sa, que ha recuperat la salut, "fins que no estiguis bona, el metge ha dit que no surtis de casa".
- Guanyar: en el sentit d'esdevenir millor en una cosa (també en salut), "el tiet, d'ençà que no fuma ha guanyat molt".
- Ha estat oli en un llum: remei ràpid i eficaç per una malaltia o dificultat de salut (cast. mano de santo), "aquestes pastilles han estat oli en un llum".
- Nou, nova: en bon estat de salut, d'ànim, satisfet, " després de la rehabilitació va quedar com nou".
- Posar-se a to: anar bé, refer-se., "ja veureu que de mica en mica el malalt s'anirà posant a to".
- Posar-se bo, bona: retornar la salut a algú, "vull posar-me bona per poder anar a l'escola".
- Que milloris: bon desig per a un malalt, "que et posis bo, que no sigui res".
- Refer-se: d'una malaltia, superar una desgràcia. Revenir, refer-se d'una malaltia, recobrar forces, "el malalt ja està fora de perill, ara l'hem de revenir
- Reixiuxir, reixinxolar (Empordà), refer-se d'una malaltia, superar un moment baix de salut o de moral, reviscolar, revifar, "el malalt comença a reixiuxir", "l'avi s'ha reixinxolat i ja remena una mica".
- Retornar, tornar en si: reanimar-se, "va perdre els sentits i no el podíem retornar".
- Reviscolar, tenir una revifalla: milloria transitòria d'un malalt.
- Tornar de mort en vida: sentir-se reviure després d'un greu perill, especialment de salut.
- Tornar-li els ossos a lloc: curar-se, posar-se bé.
- Treure faves de l'olla: començar a posar-se bé un que ha estat malalt.
- Veure's les orelles: començar a sentir-se fort, fora de perill després d'una malaltia.

### Envelliment
- Carcàs, vell carcàs: individu vell, sense vigor ni utilitat.
- Estar arrossinat: de rossí, cavall vell, individu decaigut, ple de xacres.
- Estar passat: en el sentit d'estar malalt o molt envellit, "he vist el teu cunyat molt passat".
- Gueto: persona d'edat avançada més aviat decrèpita.
- Haver fet el seu camí, tenir molts anys: "A quina edat va morir?-Tenia 89 anys, ja havia fet el seu camí".
- Perduat: greument malalt, en perill, "la noia, ja se la veien ben perduada".
- Posar anys a sobre: semblar una persona més gran del que és, "la mort de la filla de la filla li ha posat vint anys a sobre".
- Relleix, recialles (Val.), llacaia, seqüela, ròssec, relíquia d'una malaltia: "va tenir un mal i li ha deixat relleix" (no ha quedat bé del tot).
- Xaruc: de l'occità chazuc, persona molt gran, decrèpita i carregada d'anys, "és un vell xaruc que amb prou feines s'aguanta".

#### Frases fetes
- Com més anem, menys valem: declaració d'intencions inherent a les xacres de l'edat.
- Criatures naixem i criatures tornem: en arribar a la vellesa ens tornem com nens petits.
- De dos en fan un: es diu de dues persones velles i atrotinades que viuen juntes.
- Els anys hi són: es diu per ressaltar l'inexorable pas dels anys.
- La colla del Sant Esperit, l'un coix i l'altre tolit: grup de persones que comparteixen mals i xacres.
- No es pot ser vell sinó per força (o a cap preu): acceptar de manera resignada els mals propis de la vellesa.
- Qui l'ha vist i qui el veu: persona que ha fet un gran canvi.
- Tinc tots els mals i cap de bo: sensació d'indefensió davant l'aparició de noves xacres de salut.
- Vell, pobre i boig, són tres mals que no fan goig: en el sentit de conformació i resignació.

### Morir-se
- Acabar els dies: "el seu germà va acabar els seus dies en una residència de gent gran".
- Anar-se'n al canyet: el canyet és el lloc a on s'enterrava el bestiar.
- Deixar sec (algú): matar-lo “era la tercera angina de pit que patia i el va deixar sec allà mateix".
- Dinyar-la: mot d'origen caló, fer l'últim badall (o els tres badalls), passar a millor vida, estirar la pota, anar-se'n a l'altre barri, anar-se'n a can Taps, anar-se'n al cel, dormir el son etern…..
- Estar més al cel que a la terra: resposta d'un malalt que té la sensació d'estar fotut de debò.
- Fer caput: morir-se (Montblanc); ho hem de diferenciar de fer un capot que seria fer totes les bases jugant a cartes.
- Fer l'ànec, fer es bategot: locucions que es refereixen a les contorsions d'ofec o d'agonia pròximes a la mort (Mall.).
- Mortal de necessitat: "no han pogut salvar-lo, el seu mal era mortal de necessitat".
- Perdre la vida: morir en accident.
- Quedar de canoca enlaire: s'aplica en casos de morts en circumstàncies especials.
- Quedar-s'hi: morir-se incidentalment, "deien que era una operació senzilla, però l'oncle s'hi va quedar".
- Tenir un peu a la fossa o al clot, tenir una cama al calaix, cantar les absoltes, estar a les acaballes, tenir els dies comptats, estar a les portes de la mort, tenir oli per mitja vetllada: són locucions que fem servir per expressar que una persona és a punt de morir.
- Un bon cel: es diu quan hi ha un malalt irrecuperable, "per quedar aquí en un cul d'hospital, més li ha valgut un bon cel".

#### Frases fetes
- Allò que el metge erra (o esguerra) ho tapa la terra: algunes equivocacions clíniques poden dur el pacient a la tomba.
- Avui hi som i demà ja no hi som: vol expressar que som poqueta cosa i que la vida és una cosa fràgil insegura.
- De joves en moren molts però de vell no en queda cap: en el mateix sentit que l'anterior.
- De vell enllà no es pot passar: expressió que recalca la importància del pas del temps i que la vellesa és la darrera etapa de la vida.
- Déu ens doni una bona mort: es diu quan es parla de difunts, especialment de morts imprevistes o desagradables.
- La terra demana el que és seu: manera clara i feridora d'expressar la sensació que la vida se'ns escapa de les mans.
- Llarga malaltia, parenta de la mort: la presumpció que les malalties cròniques s'acompanyaven tard o d'hora de fatals complicacions.
- Qui tingui pressa que passi al davant: es diu tot parlant de la mort, "tothom s'ha de morir, això ja ho sabem, però qui tingui pressa que passi al davant".
- Senyor, lliura'm de les alabances: vol dir lliura'm de la mort, per que quan algú es mor tot són alabances.
- Tant de bé li ha fet Déu: es diu quan s'ha mort algú que patia molt i no tenia cura.

### Altres
- Alifac (de l'àrab an-nafaha, tumor): mal físic, deixalla d'una malaltia, tara de salut adquirida amb el temps. "En Vicent sempre té un alifac o altre" (Val.).
- Balb, estar: pèrdua de sensibilitat normalment als dits de les mans a causa del fred intens.
- Bony: protuberància que apareix en algun punt del cos, especialment quan és deguda a un cop.
- Botit, [em]botiment: estar inflat, edematós.
- De viu en viu: sense anestèsia (cast. a lo vivo)
- Embofegat: edematós, especialment aplicat a qui presenta edema facial.
- Embussar: obstruir un conducte, per exemple una artèria.
- El banc del si no fos: lloc de trobada de la gent gran, retirada o jubilada; s'hi acostuma a parlar d'aspectes de salut pròpies de l'edat..sempre amb la mateixa cantarella: si no fos pel reuma, si no fos pel sucre, si no fos pel mal d'esquena…
- Encomanar, apegar: contagiar una malaltia.
- Fogots, sufocacions: sensació sobtada de calor a la cara.
- Mal cançoner: que no se n'acaba d'anar, indolent, (cast. remolón).
- Mal de cor: defalliment produït per gana o debilitat amb molèstia a l'epigastri (la zona de l'estómac).
- Mal de dones: sífilis.
- Mal de les flors: patir d'al·lèrgia a les plantes.
- Mal de vellors (veiors): per decrepitud, pel desgast natural que comporta una edat excessiva. “mal de vell (vei) no té remei"
- Mal lleig, mal dolent, mal menjador, tenir mala peça al teler, cranc: eufemismes per a referir-se al càncer.
- Minoves: inflamacions ganglionars habitualment al coll, adenopaties.
- Ombra, principi: malaltia incipient, presentació lleu, amenaça.
- Passa: epidèmia.
- Péixer: donar el menjar a la boca a qui no pot prendre’l ell mateix.
- Pelleringa, estar fet una: persona molt magra i descurada, (cast, piltrafa).
- Potra: hèrnia escrotal.
- Queixós (de mena): individu gemegaire, rondineta, fleuma o ploramiques (cast. quejica). En contraposició a queixós de mena fem servir com aquell qui res és a dir impassible, sense tenir en compte el que ha passat, "s'ha fet una bona ferida a la cama però ha continuat l'excursió com aquell qui res".
- Qui no té un all(ai), té una ceba: qui no té un mal en té un altre; en un sentit semblant: 
  - qui no té un bony, té una berruga.
  - qui no té un nap, té una col.
  - qui no té una fava, té un pèsol.
- Ser al sac: mort i enterrat.
- Tentines, fer, fer tas-tà, fer tatà: caminar amb passes vacil·lants, especialment qui està malalt o vell, com un infant petit que encara no sap caminar bé
- Trencadura: hèrnia inguinal.
- Ulleres: cercles moradencs que es fan al voltant de l'ull per fatiga o malaltia.
- Xerricar: cruixir, carrisquejar les dents.
- Zub-zub: pulsació dolorosa produïda per un teixit inflamat.

## Aspecte físic

### Cap
- Caparró: cap molt petit.

### Cara
- Dents de cavall: excessivament grosses.
- Dents de rata: massa petites.
- Galtaplè, galtes de pa tou: individu de galtes grosses.
- Papada o barbellera: sotabarba molsuda i pronunciada, ve de pap.

#### Ulls
- Ulls ametllats: ulls oberts i allargats (cast. rasgados).
- Ulls de calàpet, de gripau, de lluert: molt grossos, prominents.
- Ulls de pixota (espècie de congre): vermells, com escaldats.
- Ulls de puça: molt petits.

#### Orelles
- Orelles d'ase o orelles com pàmpols: orelles molt grosses.
- Orelles de gat: petites i primes.

#### Nas
- Nàpia, tarota: nas molt gros.
- Nas de cigró: nas petit.
- Nas de fura: d'una persona que per tot es fica.
- Nas de lloro: nas corbar, molt pronunciat.
- Nas de patata: nas tirant a gros.
- Nas de reveixí o nas arromangat: que té la punta cap amunt (cast. respingón).
- Nas xato: nas aplanat.

#### Llavis
- Llambrots: llavis grossos.
- Llavis petoners: agradosos, sensuals
- Llavis molsuts: gruixuts, ben perfilats.

### Estat nutricional
- Botifló: individu gras i panxut.
- Com una bota, com un bocoi, gras com un teixó o toixó, estar que peta: estar molt gras.
- Entripussat, triput, ventrellut (de tripa): fer la panxa grossa.
- Escanyolit, esquerdís, no fer ombra a sa terra: individu flac, prim, poca cosa, (cast. enclenque).
- Escardalenc, eixut de carns, secall, secardí: persona molt magra, prima.
- Escarransit, desnerit, nyicris, ser poqueta cosa: corporalment poc fet, migrat.
- Esprimatxat: massa prim per l'alçada que té (cast. delgaducho).
- Esquitx: individu esquifit i menut.
- Gànguil, pallargues, llarg i prim parent d'en Bufa: fa referència a un individu molt alt i prim.
- No tenir ni tripa ni moca: ser una persona molt magra, poca cosa.
- Rabassut, rodanxó: algú més aviat petit i grassonet.
- Refet, refetó: persona robusta, tirant a grassa, "la teva germana està més refetona que la meva". De refer en el sentit de reparar, restaurar (refer la salut, refer-se d'una malaltia).
- Sac d'ossos, sac de mal profit: molt prim encara que mengi molt.
- Sec com un bacallà, sec com un gaig (ocell), fet un cist (arbust): per a referir-nos a algú molt prim. També prim com una canya, com un carquinyoli.
- Sembla que s'hagi de trencar: es diu d'una persona molt prima quan ha de fer un moviment.

### Altres
- Arrugat com una pansa: tenir la pell, la cara molt arrugada.
- Paner, panera, semal, senatxo: cul més aviat gros.

## Terminologia manllevada de termes de l'àmbit de la salut
Conté expressions (i algunes paraules) que utilitzen termes sobre els àmbits d'anatomia, fisiologia o d'estat de salut però que no tenen un significat en els àmbits citats.

### Relatius als sentits
De forma genèrica:
- Sentit-sentida: persona que s'ofèn per poca cosa, "plora de seguida, és un nen molt sentit".
- Sentir el temps: manera molt arrelada de relacionar el temps com a causa d'algun mal o dolor.

### Relatius al cap
- Aixecar el cap: sobreposar-se.
- Ballar pel cap, córrer pel cap: insinuar-se una idea, recordar-la vagament.
- Cabòries, encaboriar-se: neguits, preocupacions sense fonament.
- Cap quadrat: individu d'opinions fixes.
- Caparrut, cabeçut, testarrut: persona tossuda, obstinada, difícil de convèncer.
- Capficar-se: absorbit per un pensament, amoïnar-se, ”arran de la malaltia, cada dia se'l veia més capficat”.
- Capmàs: valoració global de diversos objectes, ”hem de fer un capmàs de totes les proves i anàlisis que tenim”.
- Donar cap: prestar atenció, tenir cura, ”la mare donava cap a tot”.
- Encabotar-se: entossudir-se, obstinar-se (de cabota, pejoratiu de cap).
- Encaparrar-se, encaparrinar-se: preocupar-se molt per alguna cosa, ”no us hi encaparreu, ja veureu que no serà res greu”; en un mateix sentit: capmassar (Ripoll), esfuirar (Cerdanya).
- Escapçar: tallar el cap o l'extrem d'una cosa (escapçar un gra, un barb..).
- Fer ballar el cap (a algú): atabalar-lo, posar el cap com un timbal.
- Fer cap, treure el cap: anar a algun lloc, deixar-s'hi caure.
- Fer un cop de cap: prendre una determinació.”fa anys que festegen, potser que facin un cop de cap”.
- Fugir, anar-se'n del cap: oblidar una cosa.
- Inflar el cap: burxar algú amb raonaments tendenciosos.
- Lligar caps: establir una relació entre diferents coses que semblaven inconnexes.
- Maldecaps: tribulacions, tràfecs; les hem de diferenciar del mal de cap (cefalàlgia).
- Mantenir el cap fred: mantenir la serenitat.
- No poder-s'ho treure del cap: no poder deixar de pensar en alguna cosa.
- Passar pel cap: acudir-se alguna cosa a algú, ”de cop i volta li va passar pel cap vendre's el cotxe”.
- Portar-ne una de cap: tenir una intenció amagada.
- Pujar els fums al cap: tornar-se vanitós i petulant.
- Sortir del cap: adonar-se d'allò que cal fer.
- Tants caps, tants barrets: haver-hi disparitat de gustos i opinions.
- Tenir cap, tenir el cap clar: s'usa en el sentit de ser intel·ligent, eixerit (tenia molt de cap per estudiar).
- Un cap de brot: el millor de la colla, el més destacat en alguna matèria.
- Venir al cap: recordar, pensar.

### Relatius a la cara
- Acaronar: acostar algú amorosament per protegir-lo.
- Cara de pa ral, de pa de quilo: cara ampla i rodona; en contraposició diem que un individu és carabegut, xuclat o begut de cara o de galtes.
- Cara de pomes o prunes agres, cara de jutge, cara de tres déus: d'aspecte malhumorat o molt sever.
- Cara ratada o gravada: plena de marques o clotets, com per exemple a causa d'una verola o un acne sever.
- Caragirat: persona falsa i hipòcrita.
- moixanies, moixaines, magarrufes: afalacs i carícies especialment a la cara.
- De cara enfora: en aparença, "de cara enfora fa el valent però per dins no les té totes"
- De cara: frontalment, "ens vam trobar de cara i el vaig haver de saludar"; al Pallars de trobar-se dues persones cara a cara de manera imprevista en diuen fer supo-supo.
- Descarat: que obra sense vergonya o respecte.
- Encarar: resistir amb coratge una situació (encarar una malaltia).
- Fer bona cara: que té un aspecte sa i agradable.
- Fer cara de: semblar-ho, "aquest noi fa cara de no trobar-se bé".
- Fer carica o carona, color trencat (de cara): fer cara de malalt, mala cara, esblanqueït.
- Fer tat: ensenyar sobtadament la cara que prèviament es tenia amagada, com a joc amb els nadons.
- Ganyota: contorsió de la cara feta de manera voluntària o involuntària (cast, mueca).
- Mala ganya: cara poc agradosa, poc afable.
- Malcarat: individu antipàtic i desagradable.
- No tenir ni cara ni ulls: estar una cosa mal feta.
- Passar la mà per la cara: fer les coses més ben fetes que un altre.
- Ser una persona amb cara i ulls: com cal, formal, seriós.
- Tenir la cara: atrevir-se algú a fer una cosa poc correcta.
- Tirar en cara: recriminar una cosa a algú.
- Llevar-se la careta: indicar les veritables intencions que té algú.
- Una cara com un mapa: cara plena de blaus i ferides.
- Venir-li de cara: de manera favorable, "d'un temps ençà tot li ve de cara".
- Veure's les cares: trobar-se dues persones per a manifestar algun ressentiment.

### Relatius a les celles
- Arrufar les celles: contreure la part inferior del front en senyal de disgust o contrarietat (cast. fruncir el ceño). També podem arrufar el nas, el front, la cara..
- Cremar-se les celles: estudiar molt i amb gran atenció una cosa.
- Tenir (o ficar-se) una cosa entre cella i cella: tenir una idea fixa, un ferm propòsit.
- Ser de la cella negra (es refereix a la veta fosca que tenen les faves quan ja no són tendres); en sentit figurat s'aplica a dones que ja no es poden considerar joves, "la Maria ja comença a ser de la cella negra".
- Si no és per la ceia, l'ull me treia: es diu quan ens fem mal a prop de l'ull però sense arribar a danyar-lo.

### Relatius a la vista i al veure
- A les envistes: punt des del qual ja es veu un lloc relativament llunyà.
- Clavar la vista a algú: repassar fixant els ulls, "la va ben repassar de dalt a baix".
- Com qui veu visions: quedar meravellat, amb la boca oberta.
- Conèixer algú de vista: sense haver-lo tractat gaire.
- Curt de mires: persona d'esperit i mentalitat més avia.
- De bon veure: d'aspecte agradable.
- Fer com qui no ho veu: no voler veure una cosa que és evident.
- Fer veure: amb el significat de fingir, "el pare no està empipat, només ho fa veure".
- Fer-se l'orni (podria ser una deformació de fer el borni): fer-se el desentès.
- Fer-se malveure: fer coses que reporten antipaties
- Fer-se veure: fer coses per tal de cridar l'atenció.
- I passa que t’he vist : expressió usada per a desfer-se d'una persona molesta o desagradable.
- Ja l'has vist prou: en el sentit de que una cosa, un afer ja s'ha acabat.
- Mirar de fit a fit: mirar fixament algú o alguna cosa.
- No veure-hi més enllà del nas: ser molt curt de vista o d'enteniment.
- Santa Llúcia: patrona de les cosidores, matalassers, rellotgers i totes les professions relacionades amb l'agudesa visual. Santa Llúcia!: exclamació que fem servir quan ens adonem que no hem vist una cosa que estem buscant i que tenim allà mateix. Com si em diguessis Llúcia, expressió que equival a dir “no ho entenc" o “no sé de qui em parles".
- Ser car de veure: no deixar-se veure sinó de tard en tard.
- Si la vista no m’enganya: si no m’equivoco, "si la vista no m’enganya, estàs embarassada".
- Tenir una son, una fam, que no s'hi veu: tenir-ne de manera exagerada.
- Tenir vista: adonar-se fàcilment d'una cosa.
- Una cosa mai vista: una cosa poc corrent, excepcional, "s'han enfadat una cosa mai vista".
- Vejam, veiam, aviam (forma dialectal), forma imperativa antiga del verb veure però molt corrent en el llenguatge oral, "veiam com ha passat el dia aquest malalt?".
- Veure (alguna cosa) de lluny: ser una cosa molt manifesta.
- Veure a venir: adonar-se de seguida del que passa, "amb aquella tos ja es veia a venir que acabaria a l'hospital".
- Veure d'esquitllentes, de resquitllada, de rampillada: veure de costat ràpidament, tot just, algú que passa.
- Veure, veure-hi: Veure té el significat principal de percebre la imatge d'un objecte, "veig la casa del costat"; en canvi fem servir veure-hi quan ens referim pròpiament al sentit de la vista, "no m’hi veig de l'ull dret", "veure-hi borrós, poc clar"; és incorrecte dir “no veig" o “veig borrós". Uns altres significats de “veure" serien la manera de sentir-se físicament o emocionalment (veure’s perdut, veure’s més valent), també en el sentit de visitar "t’ha de veure un metge" i percepció de la claror "amb aquesta bombeta no m’hi veig gaire".

### Relatius al mirar
- Ben mirat: al cap i a la fi, al capdavall, "ben mirat, vivim més bé ara que fa trenta anys".
- Ben vist, mal vist: "per molta gent, no és gaire ben vist, que un metge fumi".
- Clissar: descobrir amb la vista o l'enteniment, "el metge sap que el pare fuma, el té ben clissat"; "aquest xicot no hi clissa gaire" (és poc intel·ligent).
- Es miri com es miri: expressa rotunditat, "es miri com es miri t’hauràs d'operar".
- Guaitar (aguaitar, goitar): mirar però també vigilar, observar amb atenció; estar a l'aguait: vigilar, esperar d'amagat, "estigueu a l'aguait que aviat vindrà el senyor metge".
- Guipar: veure-hi, "hauré d'anar a l'oculista, cada dia hi guipo menys", mirar d'amagat o de lluny, "no em guipis les cartes".
- Haver de mirar dues vegades: es diu d'una persona que ha canviat molt d'aspecte, "l'he hagut de mirar dues vegades de prim que era".
- Mirament: respecte cap a algú, "tractava a les infermeres amb molt de mirament".
- Mirar (a algú) malament: tenir-lo en mal concepte, "d'ençà del desfalc tothom el mira malament".
- Mirar, mirar-s'hi (en el sentit de vigilar), "a l'hora de menjar m’hi he de mirar una mica". A casa és molt primmirat en tot, però quan sortim fora no mira prim ni en el menjar ni en el beure.
- Mite’l (mira-te’l): expressió usada per indicar un punt de sornegueria, "mite’l quina fila fa amb aquest jersei tan lleig"
- Remirat: que posa gran atenció en allò que diu o fa.
- Ser de mira’m i no em toquis: es diu d'una persona molt delicada i polida, "la nena anava de mira’m i no em toquis".

### Relatius als ulls
- A ulls clucs : fer una cosa amb absoluta confiança.
- Agafar o mirar de bon o mal ull: acceptar bé algú amb simpatia, o per contra, resultar molt antipàtic.
- Amb els ulls fora del cap: completament fora de si.
- Cop d'ull: mirada ràpida (cast. vistazo).
- Costar un ull de la cara (o costar un ronyó): tenir un preu desorbitat.
- En un tancar i obrir d'ulls: en un espai de temps molt curt.
- Entelar, enteranyinar, coure, fregar-se els ulls…: diferents expressions molt usuals al voltant dels ulls.
- Et traurien els ulls: que no et poden sofrir, que no et poden veure.
- Fer els ulls grossos: deixar passar una cosa aparentant no veure-la.
- Fer l'ull viu, anar amb set ulls i set orelles: estar alerta.
- Fer mal d'ulls: una cosa que desentona, que disgusta.
- Fer o picar l'ullet, fer la guerxina: tancar un ull mantenint obert l'altre indicant una cosa de manera dissimulada; és un signe característic de llenguatge no verbal.
- Ficar-li el dit a l'ull: tenir-li mania, animadversió.
- L'aigua fa la vista clara: es diu per recomanar no beure vi en desmesura per que enterboleix la vista.
- Mal d'ull, mal donat: malefici o encantament, (cast. mal de ojo).
- Menjar-se algú amb els ulls: mirar a algú fixament amb gran desig.
- Mirar de reüll, de cua d'ull, de gairell: mirar pel cantó de l'ull obliquament sense moure el cap; pot indicar recel o antipatia.
- Obrir o badar un ulls de pam, com taronges, de bat a bat: ulls molt oberts, d'admiració (cast. como platos).
- Passar per ull: passar per alt, oblidar-se’n.
- Portar una bena als ulls: no veure les coses com són en realitat, viure enganyat.
- Ser la nineta dels seus ulls: la persona més estimada i preferida.
- Tenir els ulls a sobre: vigilar-lo
- Tenir els ulls al clatell: no veure coses òbvies.
- Tenir els ulls esgarriats: no veure les coses com cal, "no li faràs entendre, té els ulls esgarriats".
- Tenir pa o una palla a l'ull: no veure una cosa evident.
- Tenir ull clínic: aptitud d'un metge per apreciar de manera instintiva una malaltia.

### Relatius a les orelles
- A cau d'orella, a l'orelleta: en veu molt baixa, en un to mínim de veu (cast. al oído).
- Anar calent d'orelles: alegre, begut, sota els efectes de l'alcohol.
- Anar orelladret: fer bondat, fer creure, "en aquesta classe els fan anar orelladrets (els fan treballar).
- Bufar a l'orella: advertir, suggerir a algú alguna cosa.
- Burxar l'orella: instigar a fer una acció contra algú altre.
- Ensenyar l'orella: es diu quan de manera involuntària algú revela una intenció amagada.
- Estirar les orelles: en el sentit de renyar a algú.
- Fer mal a les orelles: un discurs o parlament mal construït, una cançó infernal.
- Les parets tenen orelles: quan algú pot escoltar coses que no és convenient que sàpiga.
- Veure's les orelles: millorar d'una malaltia o d'un estat d'ànim.
- Xiular-li les orelles: quan algú parla d'una persona (bé o malament) en absència seva.

### Relatius a l'oïda
- Parar, badar les orelles: escoltar amb atenció.
- Fer el sord: fer-se el desentès, no donar-se per al·ludit.

### Relatius al nas
- Deixar amb un pam de nas: deixar algú sorprès per alguna cosa inesperada.
- Ficar el nas : voler assabentar-se de coses que fan els altres, fer el tafaner.
- Pujar la mosca al nas: enutjar-se fortament.
- Riure per sota el nas: fer-ho de manera dissimulada, escapar-se el riure.
- Tenir bon nas, ser fi de nas: adonar-se fàcilment de les coses, endevinar-les.
- Tenir nassos: individu descarat i desvergonyit.
- Tenir-ne els nassos plens: cansat de suportar coses poc agradables.

### Relatius a l'olor/pudor
- Ensumar: olorar, aspirar fortament; endevinar o sospitar una cosa oculta, "ensumo que ens enganya i no pren les pastilles".
- Flairar, flaire: olorar, sentit olor, especialment una olor bona; també pressentiment, sospita d'alguna cosa, "vam flairar de seguida que tot allò eren mentides".
- Això comença a fer pudor: d'una cosa que se'n parla massa.
- Bernat pudent (espècie d'escarabat petit): quan se sent pudor i no se sap d'on ve, s'exclama "ha passat el bernat pudent".
- Bravada: olor forta, desagradable, especialment de vi o de ceba.
- Cantar: fer pudor, tufejar, "li canten les aixelles"."aquest peix canta".
- Catipén: pudor (origen caló).
- Fer pudor de cremat o de socarrim: cosa que desperta desconfiança.
- Ferum: olor forta, desagradable.
- Fortejar: que té un gust massa fort, especialment referit a l'oli.
- Fortor: pudor intensa, "l'orina feia molta fortor".
- Mesquita: pudor a femta i a altres substàncies que serveixen per adobar els camps.
- Oloreta: diminutiu d'olor; tant serveix per a designar una bona olor com, irònicament, una certa pudor.
- Pesta: mala olor, pestilència, "fa una pudor que empesta". També malaltia contagiosa responsables de grans epidèmies (pesta negra, pesta bubònica). Persona molt dolenta, "és una mala pesta".
- Posterma (derivat d'aposterma: abscés): mala olor, pudor, a causa d'un teixit infectat.
- Pudir com una guilla: fer molt mala olor.
- Pudor, empudegar, put: mala olor, "aquesta ferida put de mala manera"
- Tombar d'esquena: sensació de rebuig a causa d'una pudor intensa.
- Tuf, tufejar: olor més o menys desagradable que fa una cosa en descomposició.

### Relatius als llavis (i morros)
- Amorrar: acostar, arramblar, "sempre menja amorrat al plat".
- Beure a morro: directament de l'ampolla.
- Emmurriat, fer morros: estar enfadat, enutjat.
- Estar de morros: estar barallats dues o més persones.
- Fregar pels morros: retreure, tirar per la cara.
- Morrejar: fer-se petons a la boca amb fruïció.
- Morrut, morruda: persona antipàtica, malhumorada.
- Pel morro: actuar sense pagar.
- Ser del morro fi: delicat i remirat en el menjar.
- Ser del morro fort: tossut i obstinat.
- Tenir morro: tenir molta barra o desvergonyiment.
- Traginar molt de morral: es diu d'una persona curta o ignorant.

### Relatius a la boca
- Anar de boca en boca, estar en boca de tothom: que molta gent en parla, que en fan xerrameques.
- Badar en el sentit d'obrir (badar la boca, els ulls….) ens aporta un seguit d'expressions, algunes amb la boca com a element principal.
  - Badoc: individu encantat, fàcil d'enganyar.
  - Embadocat, embadalit: estar abstret contemplant alguna cosa (cast. embobado).
  - No badar boca: mantenir-se en silenci, no dir res.
  - No val a badar: expressió que ens recorda que cal estar atents.
  - Restar bocabadat, badar un pam de boca: d'admiració, de sorpresa (cast. boquiabierto).
- Relatius a les galtes:
  - Engaltar: dir coses ofensives, sense miraments, "ell no mira prim i les engalta a tort i a dret".
  - Ser un galtes: ser un barrut, tenir molt de morro.
- Relatius a la saliva i la bava:
  - Curar-se amb saliva dejuna: expressió que es fa servir en el significat de guarir algú de manera molt fàcil.
  - Fer venir salivera: excitar un desig, especialment de menjar, "aques pastís em fa venir salivera" (cast. hacer la boca agua).
  - Caure-li la bava: sentir gran satisfacció veient o sentint alguna cosa.
  - Tenir mala bava: tenir males intencions, actuar amb dolenteria, (cast. tener malas pulgas).
- Empassar-se la saliva: suportar en silenci una ofensa o injúria.
- Forma de la boca:
  - Boca de pinyó: boca petita.
  - Boca de rap, de calaix: boca excessivament grossa.
- Bocamoll: persona xerraire que no sap guardar els secrets.
- De bocaterrosa: ajagut de panxa avall, "s'ha de llevar la roba i posar-se de bocaterrosa"; en contraposició, posar-se de panxa enlaire.
- Fer boca: desvetllar la gana.
- Per boca (d'algú): mitjançant, "vaig saber-ho tot per boca de la Fina".
- Tenir molta boca: fer el gallet, fingir valentia.

### Relatius a les dents
- Amb dents i ungles: defensar una cosa de manera aferrissada.
- Com si li arrenquessin un queixal: es diu d'algú que li costa molt pagar.
- Endeutat fins a les dents: endeutat al màxim.
- Ensenyar les dents: plantar cara a algú.
- Esgarrifança a les dents: produir un soroll agut o un gust massa fort una sensació desagradable.
- Fer dentetes (miroies, envejotes): expressions que fem servir en el sentit de fer venir un gran desig de menjar o posseir una cosa.
- Fer-se-li les dents llargues: desitjar molt una cosa.
- Menjar-se el cel amb les dents: tenir moltes pretensions.
- No tocar a una dent: haver-hi poc menjar.
- Parlar entre dents: parlar de manera poc entenedora en senyal d'estar enutjat.
- Serrar les dents: cloure estretament les dents quan necessitem un esforç de concentració físic o moral.
- Suar-li les dents: es diu de qui no li agrada treballar gaire.
- Tenir sempre un queixal que el renya: es diu d'una persona sempre malhumorada.
- Tenir tants anys i les dents: expressió que es fa servir quan algú vol amagar l'edat real que confessa tenir, "-la tieta diu que té quaranta anys, -si home, quaranta i les dents".
- Treure foc pels queixals : irritar-se de manera extrema.
- Voler agafar la lluna amb les dents: pretendre una cosa impossible.

### Relatius al menjar
- Adobar (d'assaonar un menjar): millora d'un malalt, "aquest és el millor remei per adobar la malaltia".
- Amb el menjar a la boca: de seguida, massa aviat després de menjar, "amb el menjar a la boca no li vinguis amb reunions".
- Carregar: menjar o beure de manera excessiva, "he carregat massa i ara no em trobo bé"; el verb carregar el trobarem en diferents sentits i significats: carregar l'estómac, un menjar; carregament de pit (flegmes i secrecions); carregar-se les cames (de dolor); carregar-se de febre (un malalt), carregar-se de fum (un ambient).
- Escurar: consumir totalment el menjar o la beguda; ens interessa el significat de netejar-se una part del cos; escurar-nos el coll: estossegar per treure alguna nosa de la gola; escurar-nos les dents: netejar els fragments de menjar entre les dents; escurar les orelles: treure la cera de les orelles; escurar les ungles: netejar la brutícia que hi pot haver sota l'ungla.
- Fer nyam, caca i nones: s'usa per definir aquelles persones grans que es comporten com a nadons.
- Mastegar: en el sentit d'explicar una cosa al detall, "el metge li havia d'explicar tot ben mastegat".
- Menjar com un titit: menjar molt poc.
- Menjar del mateix plat: avenir-se dues persones.
- Menjar: ens interessa el sentit figurat de consumir o debilitar "quedar-se al llit menja molt a la gent gran", o d'afectar de manera íntima, "se'l menja la ràbia", "si et descuides, se't mengen de viu en viu".
- No menjar per no cagar: ser una persona extremadament avara.
- Rosegar: menjar un bocí d'alguna cosa esmicolant-lo a poc apoc. Menjar a fora d'hores. Ens interessa una altra accepció que és la de penetrar una cosa lentament, "feia mesos que el càncer l'anava rosegant".

### Relatius a la llengua
- Amb un pam de llengua fora: amb mostres de gran cansament.
- Anar-se'n de la llengua: dir coses que convenia callar.
- Haver menjat llengua: es diu d'aquell que no para de xerrar; en un mateix seny diem xerrar com setze, com un papagai, com les nous.
- Llengua d'escorpí, verinosa, esmolada, viperina, de destral: es diu d'algú que sovint malparla de tothom.
- Llengot, llengota: ganyota que es fa traient la llengua per a burlar-se d'algú.
- Llengut, tenir molta llengua: individu que respon de mala manera encara que no tingui raó.
- Mossegar-se la llengua: reprimir-se per no dir segons quines coses.
- No tenir pèls a la llengua: dir les coses clares, sense embuts.
- Que se t'ha menjat la llengua el gat?: Se sol dir a una criatura vergonyosa a qui li costa d'enraonar.
- Tenir-ho al cap o a la punta de la llengua: estar a punt de recordar una cosa sense aconseguir-ho.

### Arronsar/estarrufar
- Arronsar: fer que una cosa ocupi menys volum, especialment el cos o alguns dels seus membres; arronsar les cames, arronsar-se de fred.
  - arronsar les espatlles (cast. encogerse de hombros): en el sentit de mostrar ignorància o indiferència. També en el sentit de perdre coratge, "sembla molt valent però al final sempre s'arronsa";
  - arronsar-se-li el melic: tenir molta por, acovardir-se. Se’n deriva ronsejar, fer el ronso: diferir una cosa o fer-la de mala gana.
- Un estira-i-arronsa: discussió en què alternen idees posades.
- Hi ha ulls que s'enamoren de lleganyes: es diu referint-se a qui s'enamora de persones mancades de gràcia.
- Engavanyar: enfarfegar, cobrir de roba excessiva que fa nosa.
- Esparpillar: espavilar la vista o l'enginy, "esparpilla i trobaràs caragols".
- Estarrufar (derivat d'arrufar): fer dreçar els cabells o el pèl i plomes als animals, "feia vent i li van quedar els cabells ben estarrufats"; també té el sentit de persona vanitosa, "caminava molt estarrufat".

### Relatius al riure
El riure és tan important que ens podem pixar, petar, cargolar i fins i tot morir de riure.
- De per riure: que no va de debò, que és poqueta cosa.
- Enriolar : fer venir ganes de riure, "el pare s'enriolava per no res"
- Fer mitja rialla: somriure.
- Rialla de conill: somriure fingit, forçat.
- Riallada: riure sorollós, (cast. carcajada).
- Rialler, riallós: que té costum de riure sovint.
- Riure les gràcies: trobar bé tot allò que fa algú encara que no sigui correcte, "el nen és un mal educat i els seus pares li riuen totes les gràcies".
- Riure per sota el nas: fer-ho de manera dissimulada, escapar-se el riure.
- Riure-li els ulls, les orelles: estar molt content.
- Ser la riota: fer el ridícul.
- Somriure d'orella a orella: fer un gran somriure.
- Tot li riu: tot li va bé.

### Relatius al plor
- A llàgrima viva, feta una mar de llàgrimes, com una Magdalena, com unes xeremies (Mall): que plora sense control, desconsoladament.
- Arrencar, rompre, esclatar a plorar: diferents maneres d'expressar l'inici del plor.
- Bramar, fer el tro: plorar sense vessar llàgrimes, sense consol.
- D'això plora la criatura: d'aquí ve el mal, per això protesta, "l'han operat tres vegades de la pròtesi i encara va mig coix, d'això plora la criatura".
- De llàgrima fàcil: persones o coses (llibres, pel·lícules..)que mostren un drama de manera exagerada.
- Eixugar els plors: en el sentit de consolar, "la Maria sempre li toca eixugar els plors de tothom".
- Encendre la llàntia: posar-se a plorar.
- Engüé, engüé: plor de nen petit, "el nen no para de fer engüé, engüé; deu tenir gana".
- Fer el bot, el botell: gestos d'una criatura precursors del plor. Tocar el botet: molestar o dir coses a algú que no li agraden.
- No tots els ulls ploren el mateix dia: els infortunis i adversitats una hora o altra ens arriben.
- Perdre el plor: no poder respirar de tant de plorar.
- Petarrell, repetell: cara que fa un infant quan vol fer veure que està a punt de plorar; també nom afectuós al més petit de la família.
- Ploramiques: que plora sovint i sense cap motiu.
- Ploraneres o ploracossos: dones que es llogaven per plorar als enterraments.
- Plorar amb un ull: fer-ho de manera fingida.
- Ploricó (fer el): plor per inspirar compassió i aconseguir alguna cosa.
- Qui pogués plorar amb els teus ulls: es diu d'aquell que es queixa de la seva sort sense motiu.
- Sanglotar: respiració sorollosa que es produeix quan algú plora de manera desconsolada; plorar amb sospirs.L'hem de diferenciar de singlotar i singlot que és el moviment involuntari i espasmòdic del diafragma que força els pulmons a expulsar aire.
- Somicar: ploriquejar, sense gaire soroll.

### Relatius al son
- Agafar, encetar el son: començar a dormir.
- Anar curt de son: portar son endarrerida.
- Becaina, gaitó, sobec, fer una horeta: dormida curta, feta sense jeure.
- Capcinada, cabotada: moviment involuntari que es fa amb el cap quan ens entra la son, (cast. cabezada).
- Ensopiment, soneguera (Val.): estat d'una persona mig adormida i amb el cap poc clar, (cast. modorra).
- Fer la cloc-i-piu: quedar mig adormit.
- Malson: somni desagradable, que produeix malestar (cast. pesadilla); també preocupació greu, "tota la malaltia va ser un veritable malson".
- Mort de son: gran necessitat de dormir.
- No aclucar ull: no poder dormir (cast. no pegar ojo).
- Nyonya: mandra que fa venir son.
- Pesar figues, pescar serrans: fer becaines, moviments de cap estant mig adormits.
- Ser un toca-son: tenir més ganes de dormir que de treballar.
- Somiatruites: persona que s'il·lusiona amb coses impossibles.
- Son cendrer: dormideta a la vora del foc.
- Son curt, son petit, son de conill o de llebre: dormir una estoneta
- Tenir el son girat: tendència a dormir més de dia i poc de nit.
- Tenir una passió de son: ganes de dormir que venen de cop.
- Tenir una son que no s'hi veu: una son desmesurada.
- Tocatardà: que acostuma a llevar-se molt tard.
- Trencar el son: començar a dormir, fer-ho generalment poca estona.
- Treure la son de les orelles: espavilar-se, deixar la mandra.
- Un acluca l'ull (clucull): dormir una estoneta curta.

### Relatius al dormir
- Adormir: perdre sensibilitat una part del cos (un peu, una cama..); posar anestèsia "fer fer-te la colonoscòpia t’adormen una mica".
- Clapar, clapada: dormir intensament.
- Com una marmota, com un liró: altres maneres d'expressar-ho.
- Dormilega : que dorm més del que és habitual (cast. dormilón); en contraposició tenim les persones matineres.
- Dormir ben descansat: tranquil, sense por del que pugui passar.
- Dormir ben pla: profundament a causa d'un gran esforç.
- Dormir com un tronc, com un soc, com una rabassa, més que el guix, tenir el son ben agafat, com els àngels: fer-ho de manera profunda.
- Dormir d'un son, d'una tirada (cast. de un tirón): sense interrupció.
- Dormir el son etern: morir-se.
- Dormir fins que el cor em digui prou: profundament i durant moltes hores.
- Dormir junts : eufemisme de tenir relacions una parella.
- Dormir la mona: com a conseqüència d'un estat d'embriaguesa.
- Estirar la carcanada: anar a dormir.
- Fer mama i dorm: una criatura que dorm i mama a la vegada.
- Fer nonetes: dormir en llenguatge infantil.
- Fer una cura de son: procurar un son reparador després de situacions difícils o complicades.
- Passar la nit del lloro: tenir o passar molt mala nit (cast. noche de perros).
- Passar la nit en blanc, en vetlla: no dormir en tota la nit.
- Passar la nit en dansa, fer de la nit dia, perdre la nit: no dormir les hores adequades, fer durant la nit activitats més pròpies de dia o anar adormir molt tard, "perd moltes nits i l'endemà no hi ha manera que es llevi".

### Relatius a la deglució
- Empassar-s'ho tot: ser algú excessivament crèdul.
- Entravessar, restar entravessat: difícil d'empassar, "aquell metge nou el té ben entravessat".
- Tenir-ho coll avall: veure una cosa molt segura.
- Ser de mal empassar: un afer o notícia que reïx poc agradable.

### Relatius a la digestió
- Menjar poc i pair bé: sentència de la saviesa popular que sobrepassa l'àmbit del menjar i defineix tota una filosofia de la vida.
- Pair: aprovar o acceptar, "no ha acabat de pair tot allò del seu germà".
- Rotar: es fa servir per expressar que volem fer una cosa per que ens dona la gana, "això ho faig per que em rota".
- Tenir males entranyes o no tenir entranyes: tenir mals sentiments, no tenir compassió.

Relatius al pap
- Buidar el pap: dir tot el que cal sobre una qüestió.
- Tenir el pap ple: cansat, tip d'una cosa.

Relatius a la femta
- Fer el merda: persona vanitosa, ostentosa.
- Merdós, merdoset: noi que té pretensions i que vol semblar més gran.
- Ser un merda seca: ser un no-ningú.
- Trepitjar merda: tenir mala sort, passar una mala temporada.

Relatius als pets
- Cosa dolenta fora del ventre: cal eliminar tot allò que ens provoca indigestió (no us estigueu de fer bons pets).
- Estar que peta: molt gras.
- Fer llufa: fallar una cosa, un mecanisme.
- Fer un pet com una gla o un aglà: acabar malament, morir-se, especialment fa referència a persones que abusen del menjar o del beure.
- Ganses, bufes, llufes i veixines: ventositats no sorolloses.
- Peti qui peti: passi què passi, sense importar les conseqüències.

### Relatius a la panxa
- Agafar amb els pixats al ventre: sorprendre algú amb un fet inesperat.
- El que és bo pel fetge, és dolent per la melsa: es diu referint-se a una solució que afavoreix una cosa però en perjudica una altra.
- Fel: té un significat de cosa greu i amarga; per exemple, llàgrimes de fel o de fel i vinagre.
- No posar-se pedres al fetge, tenir un fetge com un armari: comportar-se d'una manera impassible, sense preocupar-se'n.
- Tenir el mal de ventre a l'esquena: es diu d'aquell que es plany d'un mal inexistent.
- Treure el fel per la boca: estar un individu extremadament irritat.
- Treure el fetge per la boca: cansar-se molt per un excés de feina.

### Relatius al cul
- A recules: caminar endarrere.
- Anar de cul: molt atrafegat.
- Fer caure de cul: produir una cosa una gran impressió.
- Fet amb el cul: es diu d'una cosa mal feta.
- Fotre’s fins al cul (d'alguna cosa): fer excessos d'alguna substància, "cada dissabte es fotia fins al cul de drogues i alcohol".
- Néixer amb la flor al cul: ser molt afortunat.
- Perdre el cul: molt pendent d'algú o d'alguna cosa.
- Ser com el cul d'en Jaumet, ser un cul de mal seient: no parar quiet, fer coses constantment.
- Tenir el cul pelat: tenir molta experiència.

### Relatius al cor
- A contracor, de mal cor: de mala gana, amb disgust, (cast. a regañadientes).
- Agafar cor: adquirir força gràcies a un aliment, "abans de sortir a caminar menjo nous i ametlles per a agafar una mica de cor".
- Anar amb el cor a la mà, sortit del cor, de tot cor: obrar amb sinceritat.
- Coresforç: fer un esforç suprem, "els pares van fer un coresforç perquè podéssim estudiar".
- Estar amb l'ai al cor: indica gran por i ansietat, "fins que no va acabar l'operació tothom estava amb l'ai al cor".
- Fer el cor fort: tenir coratge, sobreposar-se a les adversitats.
- Saber de cor: saber de memòria, "saps la lliçó de cor però no l'entens".
- Tenir el cor robat: captivar algú amb simpatia o afecte.

### Relatius a l'aparell respiratori
- Fotre un moc (o un miquel, o un ruixat, o un ramblatge): renyar amb menyspreu.

### Relatius a la salut
- Sant Antoni gloriós (ens guardi de prendre mal i de fer-ne): la primera part es diu com exclamació quan algú ha caigut i s'ha pogut fer mal.

### Relatius a la sang
- Bullir la sang: endut per una passió d'ira o d'amor.
- Fer pujar la sang al cap, encendre la sang: irritar fortament a algú, enfurismar-se.
- La sang mai no es torna aigua: encara que es passin males temporades, la família sempre preval. La sang tira, "els dos germans van acabar fent les paus, la sang sempre tira".
- No tenir sang a les venes, tenir sang d'orxata: persona mancada d'energia.
- On no hi ha sang no s'hi fan botifarres: si no hi ha parentesc o lligam familiar les altres raons tenen poca força.
- Portar-ho a la base (o a la bassa) de la sang : ser una cosa acostumada, connatural; antigament s'anomenava la bassa de les sangs la zona lumbar i sacra.
- Ser de sang calenta, a sang calenta: persona irascible, obrar de manera apassionada.
- Ser de sang freda, a sang freda: que té serenitat i domini de si mateix, obrar amb plena reflexió, conscientment, "el va matar a sang freda".
- Si em punxen no em treuen sang: expressa por, sorpresa, perplexitat "quan m'ho van explicar tot vaig restar ben parat", "si em punxen no em treuen sang".
- Suar sang (o suar tinta o suar la cansalada): haver d'esforçar-se molt per aconseguir una cosa, fatigar-se.
- Tenir o fer-se mala sang: tenir mals sentiments, no tenir pietat.

### Relatius als genitals

#### Relatius al penis
- “On tinguis la cassola, no hi posis la titola" (on tinguis els cigrons no hi fotis els collons, a la feina no hi posis l'eina), en el sentit de no barrejar les relacions pròpies de la feina amb el sexe; (en cast. donde tengas la olla no metas la polla.).
- Carallot (augmentatiu de carall): individu ximple, poc eixerit.
- Això és (o sembla) a can Pixa: un indret a on impera el desordre i el desgavell.
- Empixonar: empipar fortament, "vigila el que dius que per res s'empixona".
- Pixafreda: persona sense sang, sense empenta.
- Pixar aigua beneita: persona summament devota.
- Pixar colònia: es diu d'individus arrogants i pretensiosos.
- Pixar fora de test: parlar sense raó, dient disbarats.
- Pixarada: quantitat molt petita, una minúcia.
- Pixar-se de riure: riure a tort i a dret.
- Venir-nos la pixera: tenir de manera sobtada una pressa que ningú s'esperava.

#### Relatius als testicles i l'escrot

##### Collons
- Acollonar, collonar: aixecar la camisa en to burleta.
- Acollonir: fer por, sentit pànic, tenir-los per corbata.
- Collonades: Ximpleries.
- Collonut: cosa ben feta
- Costar un colló: Excessivament car
- De collons (te un grau prominent), "m'ha fet un mal de collons", "un fred de collons".
- Fer-ho per collons o pels seus collons: Voluntat.
- Pit i collons!: Encoratjar.
- Ser de can collons rics: ser de casa bona.
- Tenir tres parells de collons; tenir-los ben posats; Tenir uns collons com un toro (en grau superlatiu): Valentia, decisió
- Tenir uns collons que se'ls trepitja: Poca solta
- Tenir-ne els collons pelats: Experiència.
- Tenir-ne els collons plens: Cansament.
- Tocar-se els collons: Vagància.
- Torracollons: emprenyador al màxim.

##### Pebrots
- Fer una cosa per pebrots
- Tenir-ne els pebrots cuits

##### Ous
- Amb una mà a cada ou: quan es va a algún lloc sense ganes ni preparació.
- Joc d'ous: ho diem d'una cosa informal i mal feta.
- Tenir ous de dos rovells: es diu d'un individu sexualment molt ben dotat.
- Toca't els ous i balla:

##### Pilotes
- Agafar en pilotes: agafar d'improvís.
- En pilota picada: forma intensiva d'estar despullat.
- En pilotes: despullat.
- No tocar o no entendre-hi pilota: no saber res d'una cosa.

#### Genitals femenins
- Cony:
  - Com a exclamació, "aquest cony de cotxe s'ha tornat a espatllar"
  - En sentit més aviat despectiu, "ha estat aquell cony d'en Pere".
  - Cap de cony: en el sentit de carallot o persona més aviat eixelebrada.
- Conya:
  - Fer conya: fer broma.
  - De conya: molt bé.
  - Quina conya: cosa pesada.
  - Ser la conya marinera: en referència a alguna cosa superior.
- Castellanismes: 
  - Conyàs: cosa o persona insuportable.
  - Esconyar-se: fer-se malbé una cosa.

### Relatius a relacions sexuals
- Cardar més que el gall de la Passió: persona fogosa i amb gran activitat sexual.
- Demanar la peça, els papers, els patracols, la documentació: fer preposicions deshonestes.
- Inflamacions de bragueta: referència en clau d'humor als desitjos sexuals ineludibles.
- La bosseta, la boqueta i la bragueta (diners, menjar i sexe): són tres coses molt importants; en un sentit semblant ens desitgem salut i feina i un forat per posar l'eina.
- Treballar: en el sentit de conquistar una dona, "en Pere ja fa mesos que se la treballa".

#### En relació amb l'erecció
- Destrempada: persona desanimada i desmoralitzada.
- Trempat, trempada: es diu d'un individu simpàtic i de bon estat de salut, "més trempat que un pèsol".

### Relatius a la reproducció

#### Relatius al part
- Conèixer com si l'hagués parit: en el sentit de conèixer molt bé una persona.
- Una parida: és una idea absurda, una bestiesa “En Pere només fa que dir parides”; en canvi posar algú a parir és criticar-lo de mala manera.

#### Relatius a l'alletament
- Anar a mamella de monja:rutllar molt bé un assumpte.
- Haver mamat llet de cabra: es diu de les criatures esverades i massa bellugadisses.
- Haver mamat una cosa: haver-la aprés de ben petit.
- Mamar-se-les ben dolces: tenir una vida ben plàcida.

### Altres
- Dropo: gandul, que defuig el treball (derivat d'hidropesia, acumulació de líquids, per la feixuguesa de moviments dels malalts afectats d'hidropesia).
- Fer-se el desmenjat: fingir desinterès d'allò que en realitat es desitja.
- Home de pes: persona important (social o econòmica).
- Ser mitja vida (una cosa): ser una cosa molt sana, molt convenient, "poder respirar aire del Montseny és mitja vida", "el sol a l'hivern és mitja vida".
- Tenir llet, estar de llet: tenir bona sort, "va caure i no es va fer re, va tenir llet";
- Tenir mala llet enfadat, mal geni.

## Procés de tractament
- Agombolar, gomboldar: (dial, agomboiar), tenir cura d'algú fent tot allò que ell sol no podria o no sabria fer.
- Agraït/da: en el sentit de donar molt rendiment, "és un tractament una mica llarg, però molt agraït", "les pròtesis de maluc són molt agraïdes".
- Amainar: minvar el dolor, el curs d'una malaltia.
- Amorosir: suavitzar, "posa't aquesta crema que t'amorosirà la pell".
- Anar-se'n tots els mals: fer una activitat que treu totes les cabòries i preocupacions, "ballant, se me'n van tots els mals".
- Apedaçar: curar d'algun mal però no completament del tot, apedaçar un malalt, "vaig al metge perquè m'apedaci una mica".
- Calmar: mitigar, suavitzar, pal·liar, disminuir el dolor, "la injecció li va calmar de seguida el dolor".
- Conèixer: usat en el sentit de sentir una milloria, "amb aquestes pastilles m'hi vaig conèixer de seguida".
- Desfer-se: tractar amb molta cura, ajudar, "en Jordi es desfà per la iaia" (que pateix una demència).
- Donar consol: alleugerir, "si es fa fregues amb aquesta pomada notarà molt de consol".
- En tractament: sotmès a un procés de cura o teràpia, "des que està en tractament, el seu estat de salut ha millorat".
- Estalviar-se els ais: estalviar patiments, "patia molt i s'ha operat del maluc; ja se n'ha estalviat d'ais".
- Fer bondat, comportar-se bé: (un infant), però també complir un adult les recomanacions en el menjar, beure, prendre medicaments…
- Mort per mort: com a darrer recurs, "mort per mort, que l'operin".
- Ocupar-se: tenir cura, "del seu pare se n'ocupa molt".
- Prendre pastilles a tort i a dret, o un fotimer, o una mà de medecines: són expressions que fem servir en el sentit de prendre molts medicaments.
- Quedar dissipat: esgotat i sense forces per un excés de medecines.
- Rebaixar: disminuir el vigor o la força a causa d'un medicament, "aquestes pastilles em fan orinar nit i dia i em rebaixen massa".
- Visita de metge: quedar-se poca estona en un lloc, generalment en una casa, "hi anava sovint, però els feia visites de metge".

### Frases fetes
- A tota pastilla: molt de pressa, ràpidament. Fem servir l'expressió córrer a tota pastilla o córrer que se les pela en el sentit de fer-ho molt de pressa.
- Adobar o curar una cosa i espatllar-ne una altra: motiu de controvèrsia d'alguns tractaments, “aquestes pastilles curen una cosa però n'espatllen una altra; en un sentit semblant: ser pitjor el remei que la malaltia.
- El millor metge és un mateix: l'experiència de cada persona és molt important pel que fa a la seva salut.
- Haver-hi més metges que malalts: quan tothom hi diu la seva i vol donar consells i remeis a qui no es troba bé.
- No sóc amant de prendre tantes medecines: és una bona declaració d'intencions per no fer-ne abús.

## Tractaments
- Banys d'asiento amb aigua freda: es recomanen per a tractar les morenes. On asiento és un castellanisme (el correcte és seient).
- Culs de got: ulleres amb vidres molt gruixuts.
- Farmaciola: (cast. botiquín), armariet o caixeta a on es guarden diversos medicaments i altres materials per fer els primers auxilis.
- Gota a gota: sistema mesurat d'administració de medicaments; "el van operar ahir i encara porta el gota a gota".
- Injecció de cavall: tractament molt potent.
- Medecina: substància aplicada a guarir malalties, amb el significat de fàrmac o medicament, "la iaia tenia un armari atapeït de medecines".
  - Un medicament pot ser de bon o mal prendre.

- El prenem en forma de píndola, pastilla petita i rodona (cast. píldora), en forma de catxet o càpsula.
- Ho fem normalment en diverses preses: (cast. toma).

- Els medicaments es poden compassar: o sigui ajustar i regular les dosis per facilitar-ne les preses.
- De vegades, es recomana prendre alguns medicaments dia per altre, o sigui, dia si, dia no, o cada dos dies.
- Camins: en el sentit de vegades, aquestes pastilles les ha de prendre tres camins al dia.

- Reforçant: medicament que serveix per augmentar les forces debilitades a causa d'una malaltia o una alimentació inapropiada.
- Remei: allò que fa guarir un malalt o que soluciona un altre problema; posar, buscar remei, "un bon remei per la tos és fer bafs d'eucaliptus". Diferents expressions al voltant dels remeis:

No tenir, no haver-hi remei
A grans mals, grans remeis
Ser pitjor el remei que la malaltia: